# S-Bahn Köln
Die S-Bahn Köln (zukünftig S-Bahn Rheinland) ist ein S-Bahn-Netz des Verkehrsverbunds Rhein-Sieg (VRS) und bildet einen Teil des Nahverkehrs in Köln. Zwei Linien verkehren auch im Bereich der S-Bahn Rhein-Ruhr.

## Linien und Betrieb
Das aus vier eigenen Linien bestehende Kölner S-Bahn-Netz befördert Fahrgäste im Großraum Köln und Bonn. Darüber hinaus ist es eng mit dem Netz der S-Bahn Rhein-Ruhr verbunden. Alle Linien mit Ausnahme der S 23 befahren in Köln gemeinsam die circa drei Kilometer lange Stammstrecke von Köln Hansaring über Köln Hauptbahnhof und die Hohenzollernbrücke bis zum Bahnhof Köln Messe/Deutz.
Auf dieser Stammstrecke wurde mit konventionellen H/V-Signalen eine Mehrabschnittssignalisierung realisiert. Das Ks-Signalsystem stand bei der Inbetriebnahme noch nicht zur Verfügung. Die Signale stehen dort im halben Bremswegabstand zueinander. Seit November 2021 ist die Stammstrecke mit Inbetriebnahme des ESTW Köln Hbf auf Ks-Signale umgebaut.
Die Liniennummerierung der S-Bahn Köln beginnt erst bei 11, da der Zahlenraum 1–9 der S-Bahn Rhein-Ruhr zugeschrieben wurde. Weil beide Netze dicht beieinanderliegen, sollte eine Doppelbenutzung von Linienbezeichnungen vermieden werden. Die Linie S 23 hieß, bevor sie 2014 ins S-Bahn Netz aufgenommen wurde, RB 23.
Die S 19 bedient als einzige S-Bahn-Linie den Flughafen Köln/Bonn und ist Nachfolger der zurzeit eingestellten S 13. Eine Besonderheit stellen die nächtlichen Fahrtverlängerungen der S 19 von Düren bis Aachen Hauptbahnhof dar, um so eine umsteigefreie Anbindung Aachens an den Flughafen Köln/Bonn herzustellen. Die S 19 ist außerdem die einzige Linie, die jede Nacht durchgängig halbstündlich verkehrt.
Die Linie RB 25 (Köln Hansaring – Lüdenscheid) ist eine dieselbetriebene Regionalbahn, die das östliche Kölner Umland erschließt und über das Bergische Land bis ins Sauerland reicht. Sie soll langfristig als S 15 elektrifiziert und vollständig in das Netz eingegliedert werden. Heute fährt sie im 30-Minuten-Grundtakt bis Gummersbach, darüber hinaus stündlich. Perspektivisch soll die S 15 zwischen Gummersbach und Kall im 20-Minuten-Takt fahren. Als einzige Regionalbahnlinie befährt sie planmäßig die Trassen der S-Bahn Köln und bedient alle Haltepunkte der Stammstrecke.
Im Netz der S-Bahn Köln verkehren folgende Linien:
| Linie | Linienweg | Länge  | Fahrzeuge                                                         | eigene S-Bahn-Trasse auf VRS-Gebiet                                            | Takt in Minuten  |
| ----- | --- | ------ | ----------------------------------------------------------------- | ------------------------------------------------------------------------------ | ---------------- |
| S 6   | Köln-Worringen – Köln-Chorweiler – Köln-Nippes – Köln Hansaring – Köln Hbf – Köln Messe/Deutz – Köln-Mülheim – Leverkusen Mitte – Langenfeld – Düsseldorf Hbf – Ratingen Ost – Essen Hbf | 035 km | 2× 422                                                            | Köln-Worringen – Köln-Longerich, Köln-Nippes – Köln-Mülheim – Leverkusen Mitte | 20′              |
| S 11  | Düsseldorf Flughafen Terminal – Düsseldorf Hbf – Neuss Hbf – Köln-Worringen – Köln-Chorweiler – Köln-Nippes – Köln Hansaring – Köln Hbf – Köln Messe/Deutz – Köln-Mülheim – Bergisch Gladbach | 067 km | 2× 423                                                            | Köln-Worringen – Köln-Longerich, Köln-Nippes – Köln-Mülheim                    | 20′              |
| S 12  | (Horrem –) Köln-Ehrenfeld – Köln Hansaring – Köln Hbf – Köln Messe/Deutz – Porz (Rhein) – Troisdorf – Siegburg/Bonn – Hennef (Sieg) – Au (Sieg) Hennef – Au werktags stündlich, sonntags halbstündlich | 084 km | 2× 423 2× 424                                                     | Horrem – Köln Steinstraße                                                      | 20′              |
| S 19  | Düren – Horrem – Köln-Ehrenfeld – Köln Hansaring – Köln Hbf – Köln Messe/Deutz – Köln/Bonn Flughafen – Troisdorf – Siegburg/Bonn – Hennef (Sieg) – Blankenberg (Sieg)* – Au (Sieg) * Nur einzelne Fahrten in der HVZ. Hält sonst wegen Infrastrukturmangel nur im Nachtverkehr in Blankenberg Montags bis samstags stündlich bis Au, ansonsten bis Hennef oder Blankenberg; Am Wochenende Nachtverkehr bis Au | 110 km | 2× 423 2× 424                                                     | Düren – Köln Frankfurter Str.                                                  | 20′              |
| S 23  | Euskirchen – Rheinbach – Meckenheim – Bonn Hbf Euskirchen–Bonn im 30-Minuten-Takt, Rheinbach–Bonn im Berufsverkehr im 15-Minuten-Takt, s. auch Voreifelbahn. (Durchbindung zur Erfttalbahn (RB 23) im 60-Minuten-Takt wegen Hochwasserschäden 2021 noch unterbrochen.) | 034 km | 1× 620 1× 620 + 622 (in der HVZ teilweise) 2× 620 (einzelne Züge) | Gesamtstrecke                                                                  | 30′ (in HVZ 15′) |
| RB 25 | (Marienheide –) Gummersbach – Dieringhausen – Engelskirchen – Overath – Honrath – Hoffnungsthal – Rösrath – Köln Messe/Deutz – Köln Hbf – Köln-Hansaring | 074 km | 1× 620 1× 622                                                     | Gesamtstrecke                                                                  | 30′              |

## Geschichte

### Erste Schritte zur S-Bahn
Keimzelle war die am 1. Juni 1975 in Betrieb genommene Linie S 11, die zunächst nur zwischen Bergisch Gladbach und Köln-Chorweiler verkehrte. Für den S-Bahn-Betrieb war die Strecke Köln-Mülheim–Bergisch Gladbach elektrifiziert worden. Von Köln-Mülheim fuhren die Züge auf bestehenden Gleisen über Köln-Deutz und den Hauptbahnhof nach Köln-Longerich, wo eine Neubaustrecke in die in Bau befindliche Trabantenstadt Chorweiler begann.
In Chorweiler endete die Strecke in einem gemeinsamen Tunnelbahnhof mit der damaligen Straßenbahnlinie 9. Mit fortschreitender Besiedlung Chorweilers wurde die S 11 zwei Jahre später bis Chorweiler Nord verlängert. Als Fahrzeuge kamen zunächst lokomotivbespannte Wendezüge mit der Baureihe 141 und n-Wagen, später die Triebwagen der Baureihe 420/421 zum Einsatz.

### Erste Ausbaustufe

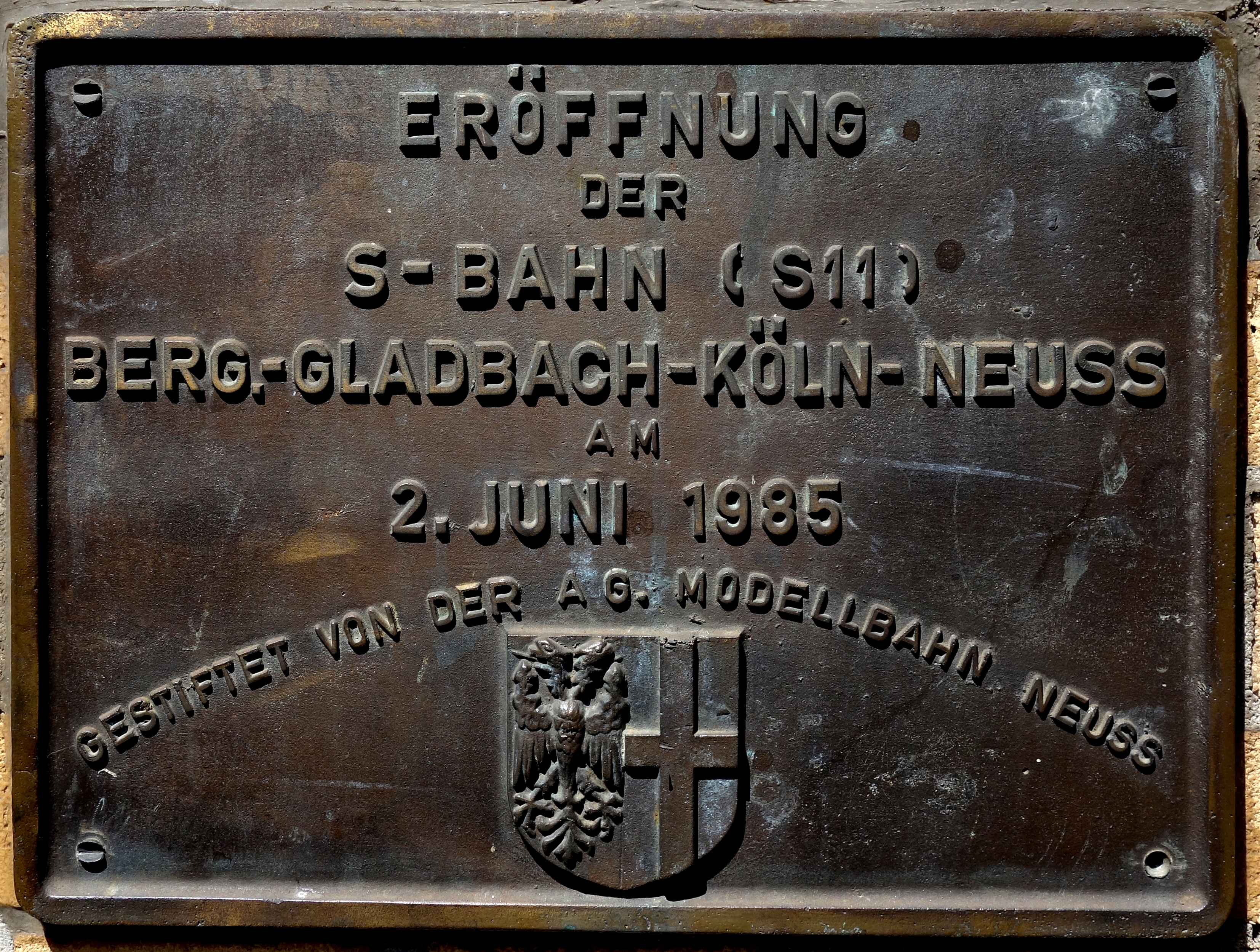
Gedenktafel zur Eröffnung der S 11 am Neusser Hbf

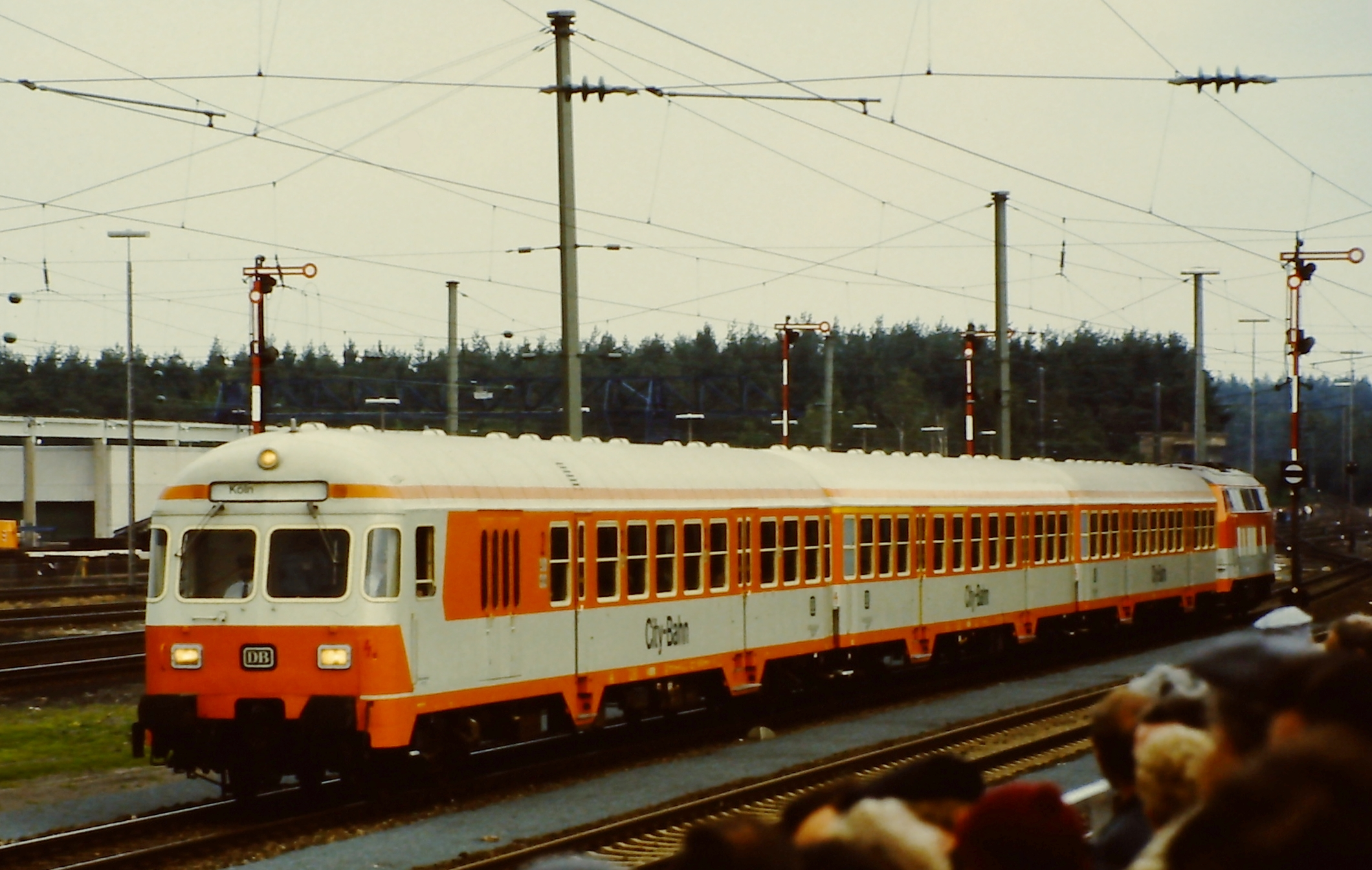
Wendezug der City-Bahn

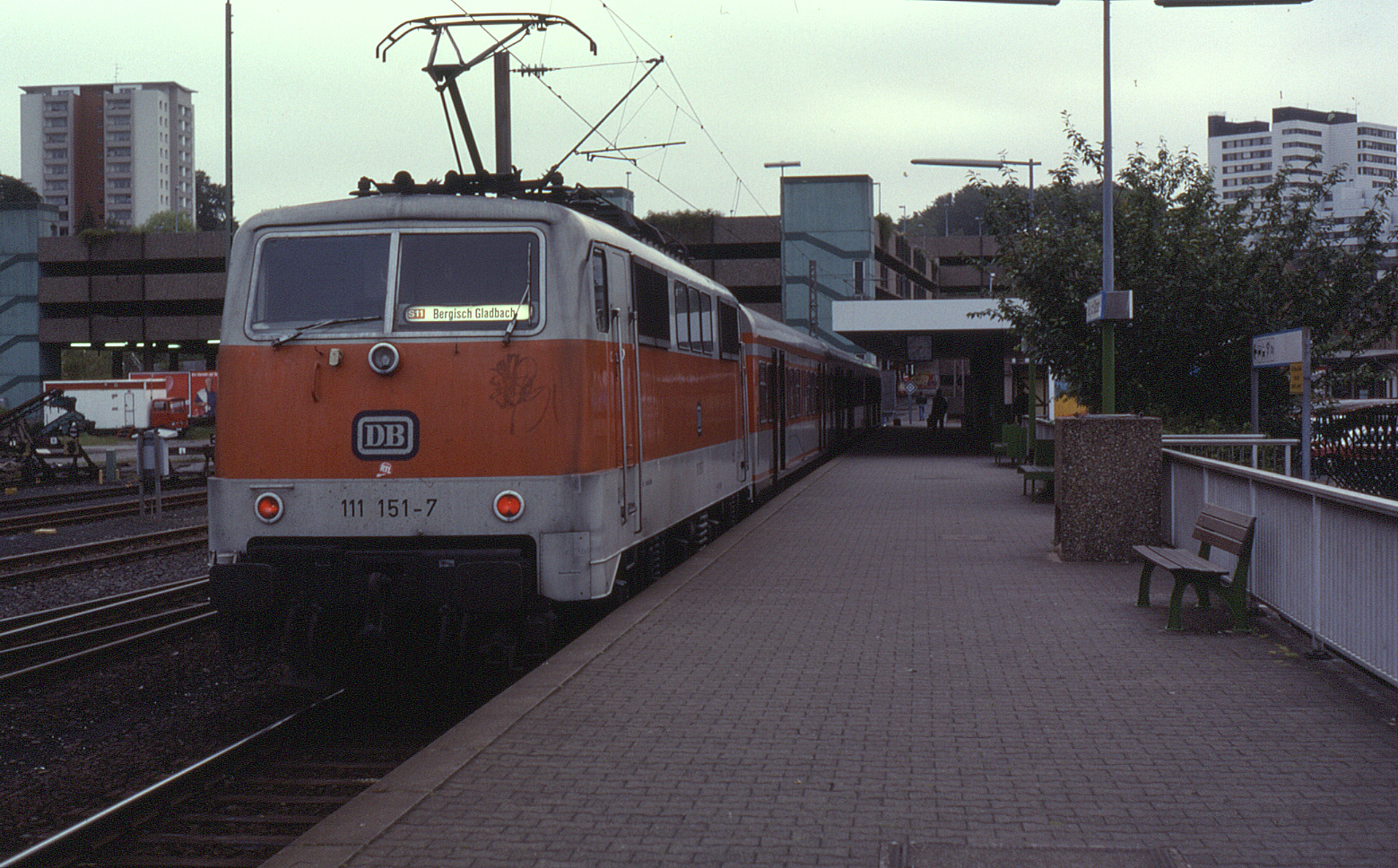
Wendezug der S 11 in Bergisch Gladbach (1989)

Auf der stilllegungsgefährdeten Bahnstrecke Köln-Kalk–Overath sowie den gleichfalls bedrohten Abschnitten Overath – Dieringhausen der Bahnstrecke Siegburg–Olpe sowie Dieringhausen – Gummersbach der Volmetalbahn begann 1984 der Betriebsversuch City-Bahn im Taktverkehr mit Wendezügen aus Diesellokomotiven der Baureihe 218 und modernisierten n-Wagen in spezieller Pop-Lackierung in Reinorange und Kieselgrau, das heißt entsprechend den damaligen S-Bahn-Farben der Deutschen Bundesbahn. Mit dem Erfolg des Versuchs wurde die City-Bahn in der Folge mitunter als Diesel-S-Bahn angesehen und teilweise in die Planungen der S-Bahn Köln einbezogen.
Im folgenden Jahr wurde die S 11 von Chorweiler Nord nach Köln-Worringen und von dort über die bestehende Strecke nach Neuss und Düsseldorf verlängert und damit eine erste Verknüpfung zur S-Bahn Rhein-Ruhr geschaffen. Dabei wurden die neuentwickelten Wendezüge aus der Baureihe 111 und x-Wagen eingesetzt.
| Linie | Strecke                                                                              |
| ----- | ------------------------------------------------------------------------------------ |
| S 11  | Düsseldorf – Neuss – Köln-Worringen – Köln-Chorweiler – Köln Hbf – Bergisch Gladbach |

Ende der 1980er Jahre wurde in Vorbereitung für die Ausweitung des S-Bahn-Verkehrs eine neue Stammstrecke in Köln gebaut: Beginnend am großen Gleisdreieck im Westen des Hauptbahnhofs mit dem neuen Haltepunkt Köln Hansaring wurden zwei neue Gleise neben die bestehende Strecke durch das Eigelsteinviertel gebaut.
Der Hauptbahnhof (1973–75) und der Bahnhof Köln-Deutz (1989–90) erhielten je einen zusätzlichen Bahnsteig und die Hohenzollernbrücke wurde um ein drittes Gleispaar erweitert. Ein Überwerfungsbauwerk in Köln-Deutz schließt die Stammstrecke an neue S-Bahn-Gleise entlang bestehender Strecken nach Norden und Süden an.

### Zweite Ausbaustufe

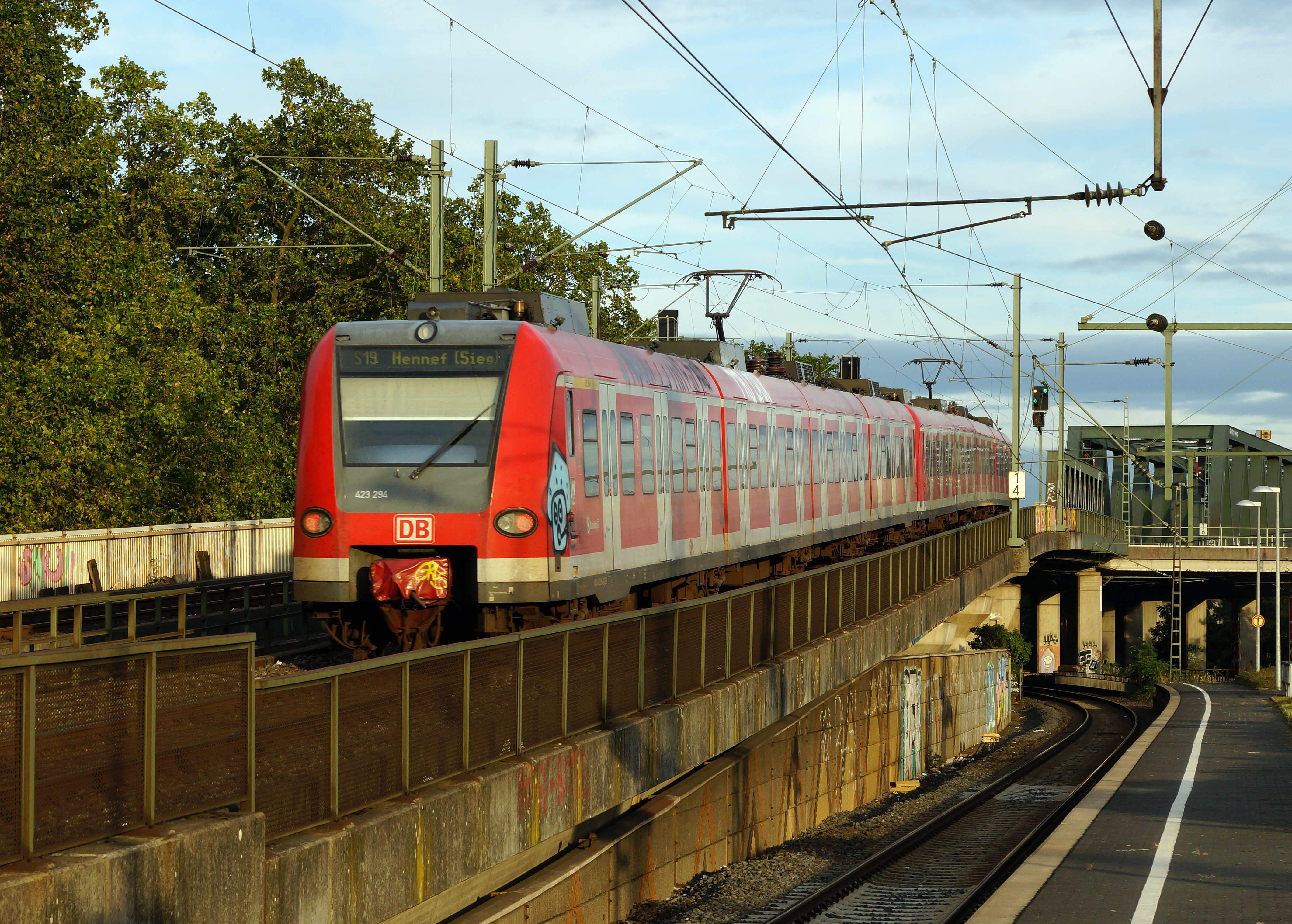
Triebzug der Baureihe 423 auf der Stammstrecke in Deutz

Nachdem im Mai 1990 der linksrheinische Teil der Neubauten in Betrieb gegangen war, kam es am 2. Juni 1991 zu einer großen Netzerweiterung: Die S 6 wurde von Langenfeld über Leverkusen, Köln-Mülheim und die neue Stammstrecke nach Köln geführt, womit die zweite Verbindung zum Rhein-Ruhr-Netz hergestellt war. Die neue Linie S 12 führte als S-Bahn-Vorlaufbetrieb von Köln über Troisdorf nach Hennef und stündlich weiter nach Au (Sieg). Von dort aus fuhren die Züge der S 12 als konventioneller Nahverkehrszug (N) weiter bis Siegen. Auch die bisherige City-Bahn, nun als Zuggattung Stadt-Express (SE) bezeichnet, wurde über die neue Stammstrecke geführt.
Auf den Linien S 6 kamen wie schon auf der S 11 Lokomotiven der Baureihe 111 mit x-Wagen zum Einsatz, die später mit der Baureihe 143 bespannt wurden.
Auf der S 12 wurden zunächst wiederum modernisierte n-Wagen eingesetzt, die zum Teil aus dem Bestand der City-Bahn nach Gummersbach stammten. Ab Mai 2000 wurde dann nach und nach auf Triebzüge der Baureihe 423 umgestellt.
| Linie | Strecke |
| ----- | --- |
| S 6   | Köln Hansaring – Köln Hbf – K-Deutz – K-Mülheim – Leverkusen – Langenfeld – Düsseldorf – Essen                                                     |
| S 11  | Düsseldorf – Neuss – K-Worringen – K-Chorweiler – K-Nippes – Köln Hansaring – Köln Hbf – K-Deutz – K-Mülheim – Bergisch Gladbach                   |
| S 12  | K-Nippes – Köln Hansaring – Köln Hbf – K-Deutz – K Trimbornstraße – Porz (Rhein) – Troisdorf – Siegburg – Hennef – Au (Sieg) S-Bahn-Vorlaufbetrieb |

### Dritte Ausbaustufe

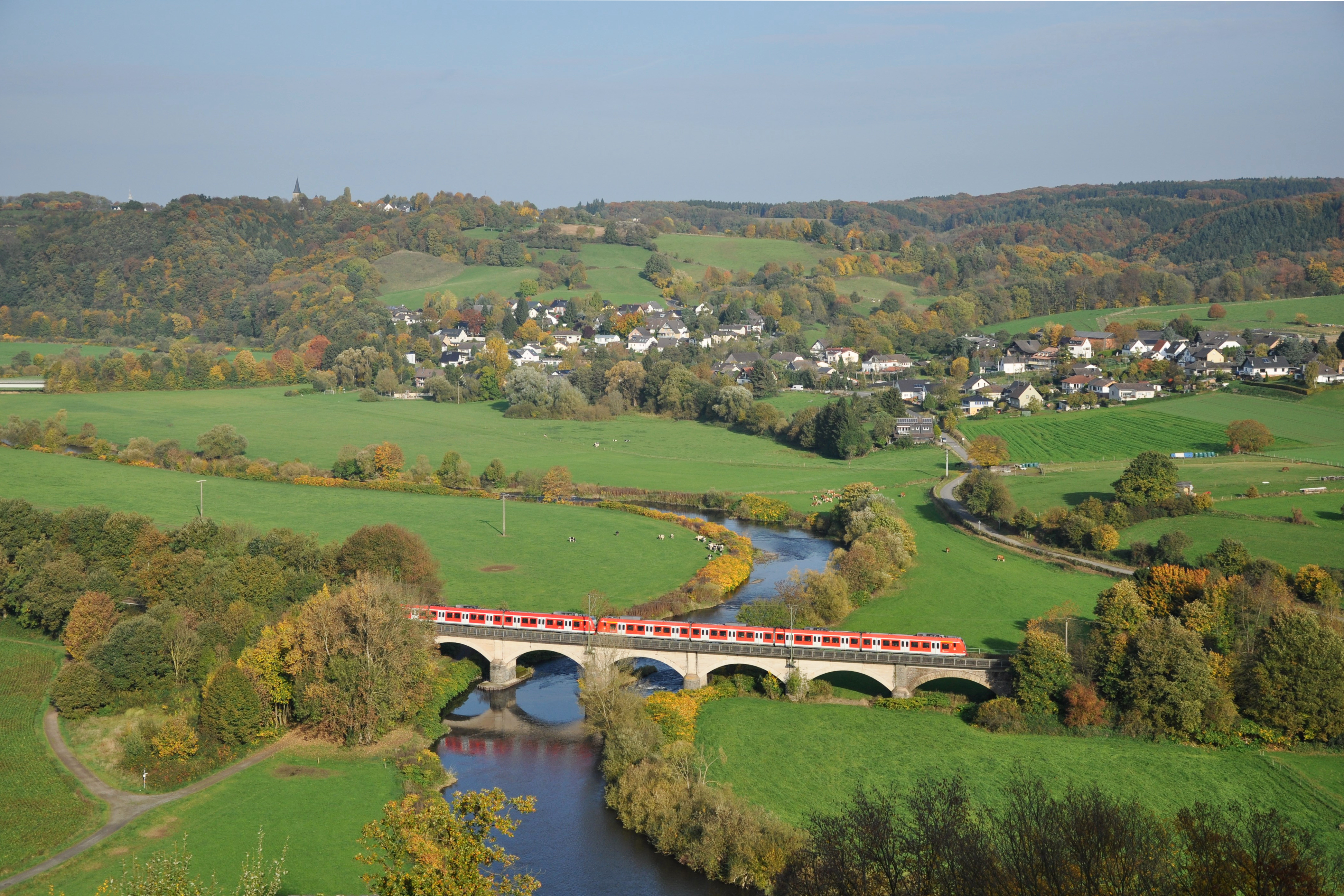
Baureihe 423 auf der Siegstrecke

Mit dem Ausbau der Bahnstrecke Köln–Aachen für den Hochgeschwindigkeitsverkehr wurde zwischen Köln Hansaring und Düren eine eigene S-Bahn-Strecke angelegt. Mit der offiziellen Inbetriebnahme der Schnellfahrstrecke am 15. Dezember 2002 wurde die neue Linie S 13 geschaffen, die zunächst von Düren nach Köln-Deutz fuhr.
Im folgenden Jahr wurden entlang der Siegstrecke zahlreiche Bahnsteige erhöht und die separate S-Bahn-Strecke um 4,6 Kilometer von der Abzweigstelle Vingst zur Abzweigstelle Köln Steinstraße verlängert. Dadurch wurden S-Bahn- und ICE-Verkehr entmischt. Zuvor hatten seit der Eröffnung der Schnellfahrstrecke Köln–Rhein/Main alle Zuggattungen in diesem Bereich ein einziges Gleispaar mit höhengleichen Verzweigungen an beiden Enden genutzt, was zu häufigen Verspätungen geführt hatte.

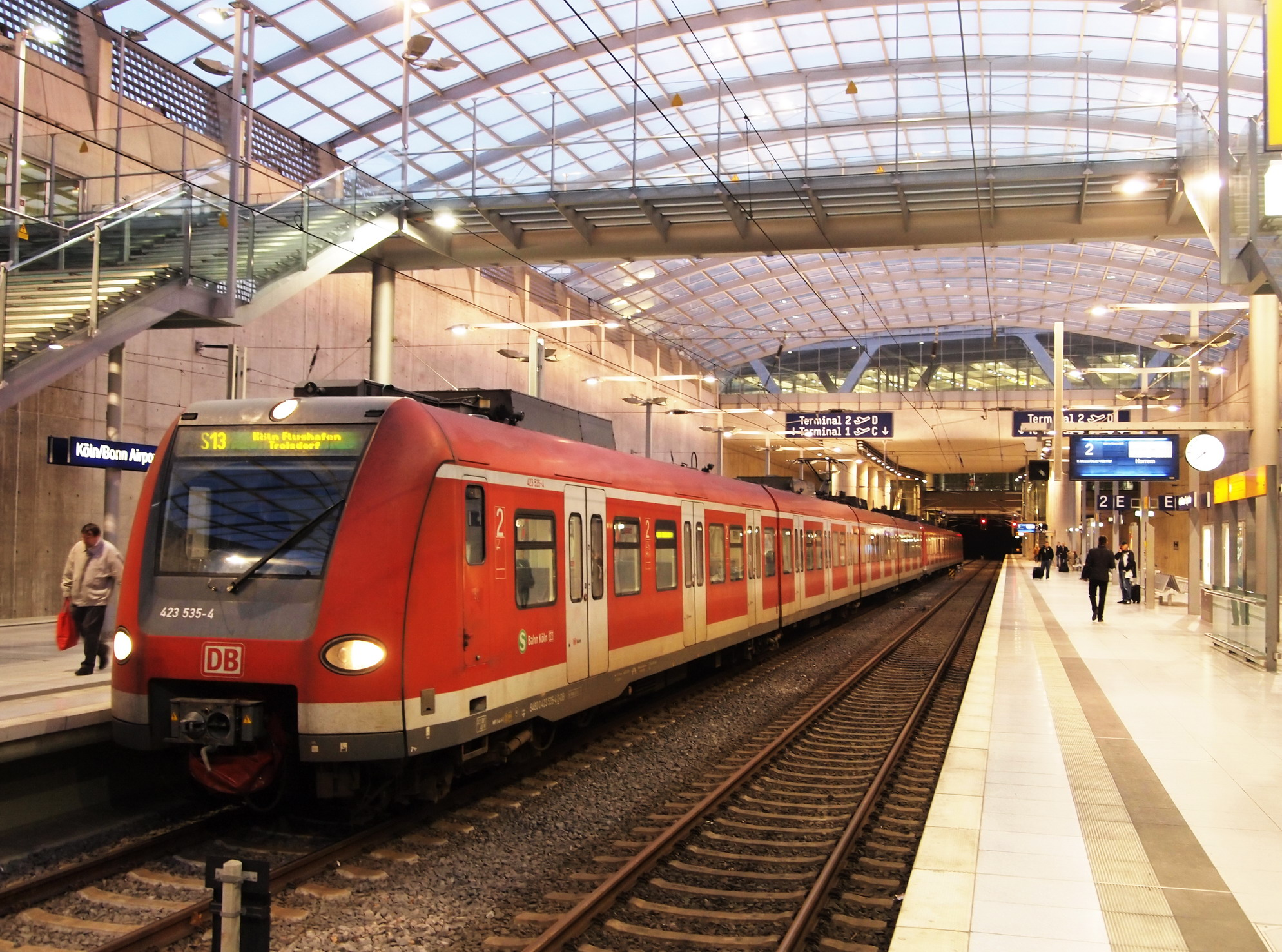
S 13 im Flughafenbahnhof

Mit der Inbetriebnahme der Flughafenschleife am 13. Juni 2004 kam es zu deutlichen Veränderungen im S-Bahn-Netz: Die S 13 wurde über den Bahnhof Köln/Bonn Flughafen nach Troisdorf verlängert, gleichzeitig endete nach 13 Jahren der Vorlaufbetrieb der S 12. Zwei neue S-Bahn-Halte im Bereich des Gewerbegebiets des Stadtteils Gremberghoven wurden in Betrieb genommen, der Bahnhof Frankfurter Straße an der Flughafenschleife und der Haltepunkt Köln Airport-Businesspark an der Siegstrecke. Der alte Bahnhof Porz-Gremberghoven wurde stillgelegt.
Auf den Linien S 11, S 12 und S 13 kamen nun durchgehend Fahrzeuge der Baureihe 423 im 20-Minuten-Takt zum Einsatz. Gleichzeitig wurden mehrere Linienäste getauscht: Die S 6 fährt seitdem statt der S 12 nach Köln-Nippes, die Berufsverkehrs-Verstärkerfahrten nach Horrem übernahm die S 13. Der Streckenast nach Düren wurde dafür der S 12 zugeschlagen.

### Entwicklung ab 2005

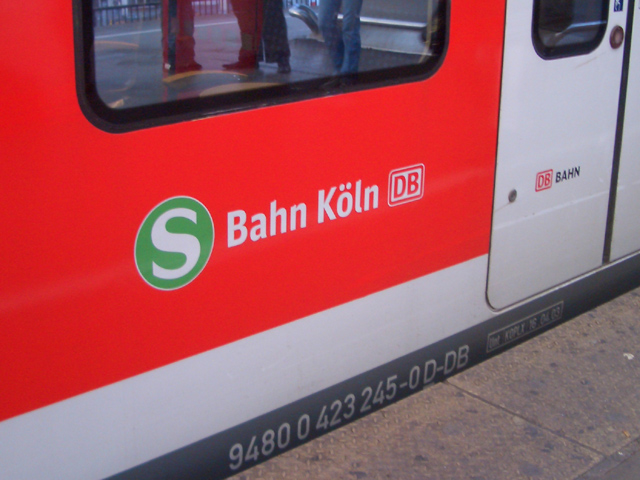
Schriftzug „S-Bahn Köln“

Zum Weltjugendtag 2005 in Köln verwendete die Deutsche Bahn AG erstmals auf Netzplänen und Fahrplanaushängen die Bezeichnung S-Bahn Köln, seit 2008 auch an den Fahrzeugen. Gelegentlich wurde vorher auch die Bezeichnung S-Bahn Rhein-Sieg verwendet.
Mit dem Fahrplanwechsel zum 13. Dezember 2009 kam es zu Änderungen im Gesamtnetz der S-Bahn Rhein-Ruhr: Die Linie S 7 wurde aufgegeben beziehungsweise aufgeteilt, der nördliche Abschnitt zwischen Düsseldorf Hauptbahnhof und Düsseldorf Flughafen Terminal mit der Linie S 11 durchgebunden. Der Wechsel des Endhaltes zwischen Düsseldorf-Wehrhahn in der Nebenverkehrszeit und Wuppertal-Vohwinkel in der Hauptverkehrszeit fiel damit weg. Dadurch erhielten die linksrheinischen Städte wie Neuss und Dormagen eine Direktverbindung zum Düsseldorfer Flughafen.
Seit dem Fahrplanwechsel im Dezember 2014 verkehrten Züge der S 13 in den Hauptverkehrszeiten neu als S 19 von Horrem bzw. Köln-Ehrenfeld über Troisdorf weiter nach Hennef. Die S 13 wurde um eine Station nach Westen, von Köln Hansaring nach Köln-Ehrenfeld, verlängert.
Mit dem Fahrplanwechsel im Dezember 2015 tauschten die Linien S 12 und S 13/19 ihre westlichen Linienäste und wurde die S 19 werktags stündlich nach Herchen verlängert, was ab dem Fahrplanwechsel im Dezember 2016 bis Au ausgeweitet wurde. Zusammen mit der S 12 entstand so bis Au ein weitestgehend durchgängiger Halbstundentakt. Der dadurch entstandene Mehrbedarf an Fahrzeugen wurde durch den Einsatz von zusätzlichen Zügen der Baureihe 420 gedeckt, die außer an Sonntagen regelmäßig auf der Linie S 12 verkehrten. Die Fahrzeuge erreichten eine Höchstgeschwindigkeit von 120 km/h, was für den Betrieb der Linie S 12 ausreichend war. Die Linien S 13 und S 19 beinhalten dagegen Abschnitte, auf welchen planmäßig schneller als 120 km/h gefahren wird, wie zum Beispiel zwischen Horrem und Düren sowie auf der Flughafenschleife, was den bevorzugten Einsatz von Fahrzeugen der Baureihe 423 mit einer Höchstgeschwindigkeit von 140 km/h zur Folge hatte. Gleichwohl kamen dennoch auch auf den Linien S 13 und S 19 vereinzelt 420er zum Einsatz.
Ebenfalls zum Fahrplanwechsel im Dezember 2015 wurden in den Fahrzeugen, die auf den Linien S 12, S 13 und S 19 verkehren, aufgrund mangelnder Nachfrage die Erste-Klasse-Abteile abgeschafft. Diese Linien verkehren nun ausschließlich mit der zweiten Klasse.
Zum Fahrplanwechsel im Dezember 2016 wurde die Situation am Wochenende angepasst. Jeweils eine Fahrt pro Stunde der Linie S 13 wurde als S 19 nach Hennef verlängert. Die Fahrt der S 12, die vormals nur bis Hennef verkehrte, fuhr nach dem Fahrplanwechsel bis Herchen, um auch am Wochenende einen Halbstundentakt auf dem Streckenabschnitt Hennef–Herchen zu realisieren.
Zum Fahrplanwechsel 2020 wurde die Linienbezeichnung S 13 aufgegeben, und alle Fahrten verkehren als S 12 (Au Sieg – Hennef – Köln Hbf – Köln-Ehrenfeld (— Horrem)) oder S 19 (Au Sieg – Hennef – Flughafen – Köln Hbf – Köln-Ehrenfeld – Horrem – Düren). Alle Fahrten auf den beiden Linien werden bis Hennef durchgebunden, sodass zwischen Hennef und Köln-Ehrenfeld (HVZ bis Horrem) ein 10-Minuten-Takt angeboten wird. Die S 13 wird zukünftig weder die S 12 noch die S 19 ersetzen, sondern ab Troisdorf das Netz um eine dritte S-Bahn Linie ergänzen und mit der Eröffnung der Neubaustrecke Troisdorf – Bonn Oberkassel neu eingeführt werden.
Durch das Hochwasser im Juli 2021 wurde auch die S-Bahn Köln beeinträchtigt. Auf der Voreifelbahn der S 23 zwischen Bonn und Euskirchen kam es zu zahlreichen Schäden, die zu einem Komplettausfall führen. Im August 2021 wurde der Betrieb zwischen Bonn und Rheinbach wiederaufgenommen, die Wiederaufnahme des Verkehrs bis Euskirchen dauerte dagegen rund 10 Monate bis zum 1. Mai 2022.
Einer der größten Baumaßnahmen der letzten Jahre war der zweigleisige Ausbau der S-Bahn Trasse Leverkusen Chempark — Langenfeld. Diese verläuft parallel zur Regional- und Fernverkehrsstrecke die Köln rechtsrheinisch mit Düsseldorf verbindet. Während diese Strecke vollständig zweigleisig – aber dennoch sanierungsbedürftig – war, existierte für die S 6 an einigen Stellen nur ein Gleis. Im Zuge der Baumaßnahmen wurden zwischen Sommer 2021 und Herbst 2023 die S-Bahn Trasse vollständig zweigleisig ausgebaut und der Bahnhof Leverkusen Mitte kernsaniert. Außerdem wurden neue Oberleitungsmasten, neue Schallschutzwände, einige Brücken und elektronische Stellwerke erneuert.

### Neuausschreibungen ab 2023
Im Dezember 2023 liefen die Verkehrsverträge der S-Bahn Köln und die der Linien S 6 und S 68 der S-Bahn Rhein-Ruhr aus. In einer Neuausschreibung der Leistungen (S-Bahn Köln Stufe 1) wurden die Linien zusammen für den Zeitraum von Dezember 2023 bis Dezember 2032 neu vergeben.
Am 19. März 2024 wurde bekanntgegeben, dass DB Regio weiterhin bis Ende 2032 die Leistungen der S-Bahn Köln fahren wird und der Verkehrsvertrag rückwirkend zum 11. Dezember 2023 in Kraft getreten ist.
Die Fahrzeuge der S-Bahn Köln werden im Laufe des Vertrags durch Neufahrzeuge ersetzt, das Bestandsmaterial sukzessive modernisiert. Besonders hierbei ist, dass die Neufahrzeuge vom Zweckverband go.Rheinland und dem VRR beschafft werden und nun nicht mehr vom Betreiber selbst. Die Neufahrzeuge sollen dann dem Betreiber zur Verfügung gestellt werden, eine Ausschreibung läuft. Bis Dezember 2032 sollen sie das gesamte Netz mit Ausnahme der S 23 bedienen. Auch die Linie S 6 (S-Bahn Rhein-Ruhr), welche momentan mit Fahrzeugen der Baureihe 422 betrieben wird, soll auf Neufahrzeuge umgestellt werden.
Ende Juli 2024 kündigte Alstom an, die entsprechende Ausschreibung von go.Rheinland und Verkehrsverbund Rhein-Ruhr (VRR) gewonnen zu haben; Alstom werde ab 2029 bis zu 90 Neufahrzeuge vom Typ „Adessia Stream“ liefern und während einer über 30-jährigen Laufzeit auch für die Wartung und die Sicherstellung der täglichen Verfügbarkeit verantwortlich sein. Zusätzlich wurde im November 2024 angekündigt, dass man passend zur Neuausschreibung den Produktnamen in S-Bahn Rheinland ändern werde. Das in der Ausschreibung vorgesehene Liniennetz sieht wie folgt aus:
| Linie       | Strecke |
| ----------- | --- |
| S 6         | Köln-Worringen – Köln-Chorweiler – Köln-Nippes – Köln Hansaring – Köln Hbf – Köln Messe/Deutz – Köln-Mülheim – Leverkusen Mitte – Langenfeld – Düsseldorf Hbf – Ratingen Ost – Essen Hbf                          |
| S 10        | Köln-Nippes – Köln Hansaring – Köln Hbf – Köln Messe/Deutz – Köln-Mülheim – Köln-Dellbrück |
| S 11        | Düsseldorf Flughafen Terminal – Düsseldorf Hbf – Neuss – Köln-Worringen – Köln-Chorweiler – Köln-Nippes – Köln Hansaring – Köln Hbf – Köln Messe/Deutz – Köln-Mülheim – Köln-Dellbrück – Bergisch Gladbach        |
| S 12        | (Sindorf –) Horrem – Köln-Ehrenfeld – Köln Hansaring – Köln Hbf – Köln Messe/Deutz – Porz (Rhein) – Troisdorf – Siegburg/Bonn – Hennef (Sieg) – Au (Sieg)                                                         |
| S 13        | Troisdorf – Bonn-Beuel – Bonn-Oberkassel |
| S 19        | (Aachen West – Aachen Hbf – Stolberg (Rheinl) Hbf –) Düren – Horrem – Köln-Ehrenfeld – Köln Hansaring – Köln Hbf – Köln Messe/Deutz – Köln/Bonn Flughafen – Troisdorf – Siegburg/Bonn – Hennef (Sieg) – Au (Sieg) |
| S 23        | Bonn Hbf – Rheinbach – Euskirchen (– Bad Münstereifel) |
| S 38        | Bedburg (Erft) – Horrem – Köln-Ehrenfeld – Köln Hbf – Köln Messe/Deutz |
| S 68        | Langenfeld – Düsseldorf Hbf – Wuppertal-Vohwinkel |
| 1. 2. 3. 4. | |

## Stationen und Bahnsteighöhen
Während auf den meisten S-Bahn-Linien Fahrzeuge mit einheitlicher Einstiegshöhe von 96 Zentimetern zum Einsatz kommen, wurden Bahnsteige mit dieser Höhe nur an Strecken gebaut, auf denen planmäßig neben der S-Bahn kein weiterer Personen- oder Güterverkehr stattfindet. Solche sind der Außenast der S 12/19 zwischen Köln-Ehrenfeld und Düren, die Bahnsteige der Stammstrecke sowie einige Bahnsteige auf den Linien S 6 und S 11 (Köln-Mülheim, Köln-Nippes, Chorweiler etc.).
Die Strecken der Linien S 6 und S 11 wurden seit der dortigen S-Bahn-Einführung in den 1980er Jahren nicht mehr saniert, die Bahnhöfe sind meist noch im Ursprungszustand. Im Dezember 2010 wurden an vielen S-Bahn-Stationen dieser Linien zumindest neue Bahnsteigbeleuchtungen installiert, teilweise erhielten auch die Bahnsteigzugänge neue Beleuchtungen. Am Ende des Jahres 2015 wurden alte Haltestellenschilder an den S-Bahn-Haltestellen Köln-Nippes und Köln Geldernstraße/Parkgürtel durch neue ersetzt.
Entlang der Voreifelbahn, auf der die Linie S 23 verkehrt, weisen die Bahnsteige eine Höhe von 76 cm auf.

### Barrierefreiheit der Stationen

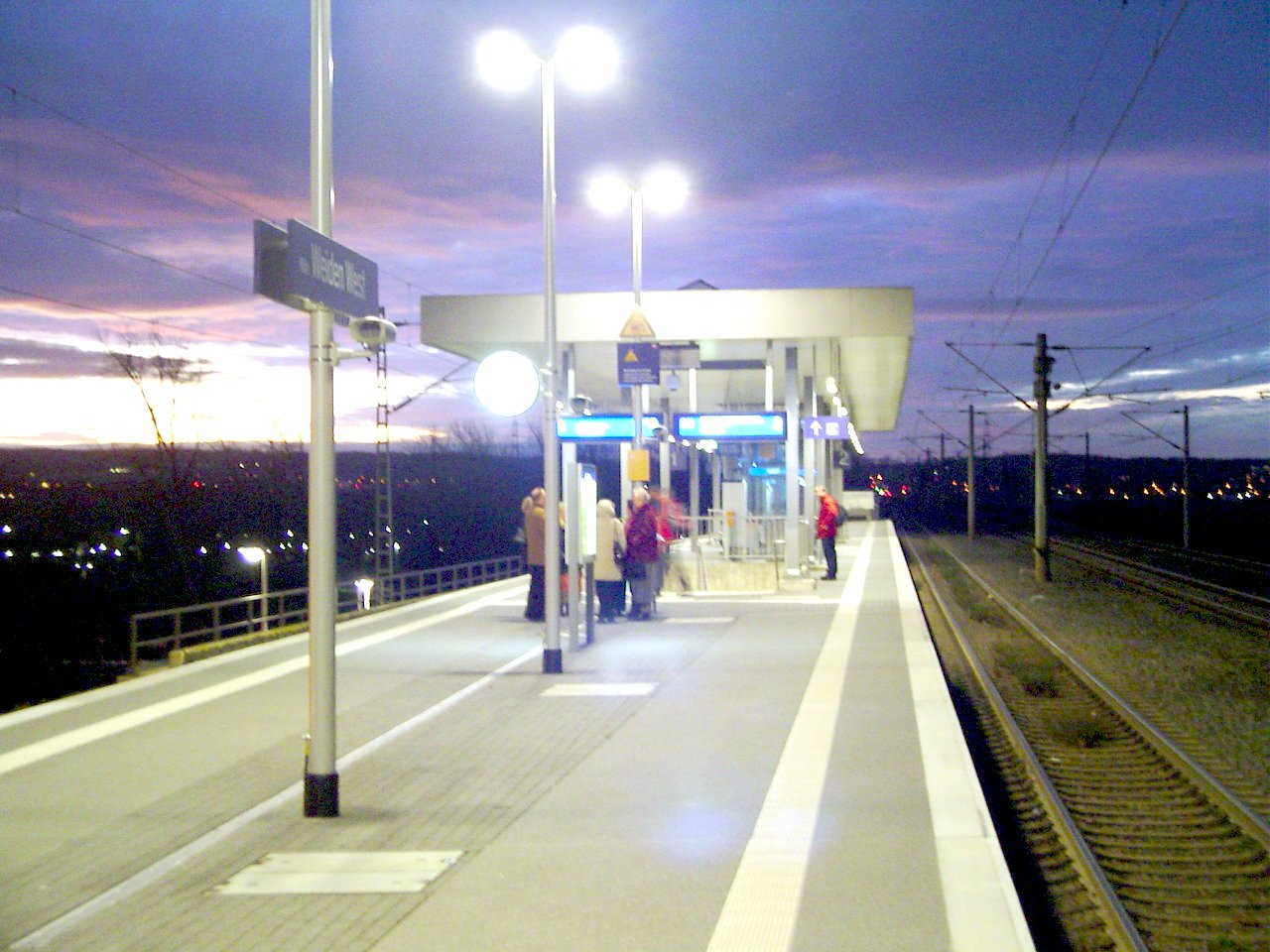
Blindenleitlinien am Bahnsteig des Haltepunkt Köln-Weiden West

2025 sind die meisten Bahnsteige stufenfrei per Aufzug oder Rampe erreichbar.
Ebenso befinden sich Blindenleitlinien in den meisten Stationen und es erfolgen automatisierte Ansagen bei Abweichungen vom Regelfahrplan, Blindenschrift existiert an den meisten Bahnhöfen und Haltepunkten jedoch noch immer nicht.

## Fahrzeuge

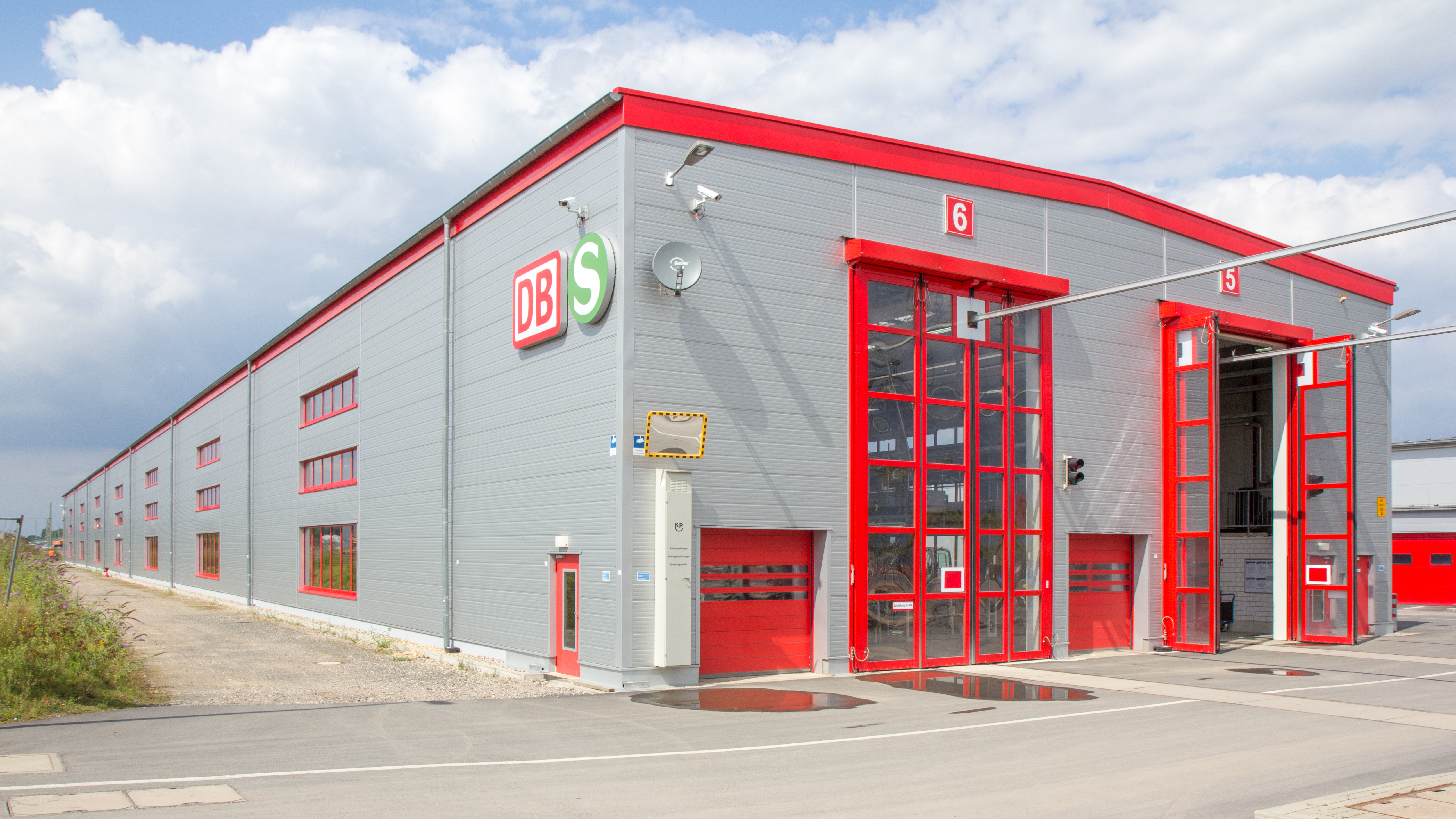
S-Bahn Instandhaltungswerk Köln-Nippes, Stand 2016

Der Fahrzeugpark der S-Bahn Köln besteht aus Fahrzeugen der Baureihe 423 und der Baureihe 424.
Da die Deutsche Bahn sowohl die Leistungen der S-Bahn Köln als auch die der S-Bahn Rhein-Ruhr erbringt, kann nicht nur personaltechnisch, sondern auch fahrzeugbezogen flexibler geplant werden. Alle eingesetzten Fahrzeuge auf den Linien S 6, S 11, S 12, S 19 und S 68 gehören der Deutschen Bahn, was dazu führt, dass systemübergreifend nicht benötigte Fahrzeuge der Baureihe 422, die für den Einsatz auf der S 6 (S-Bahn Rhein-Ruhr) bestimmt sind, auch auf den Kölner S-Bahn-Linien, zumindest auf der S 11, verkehren können.

### Baureihe 423

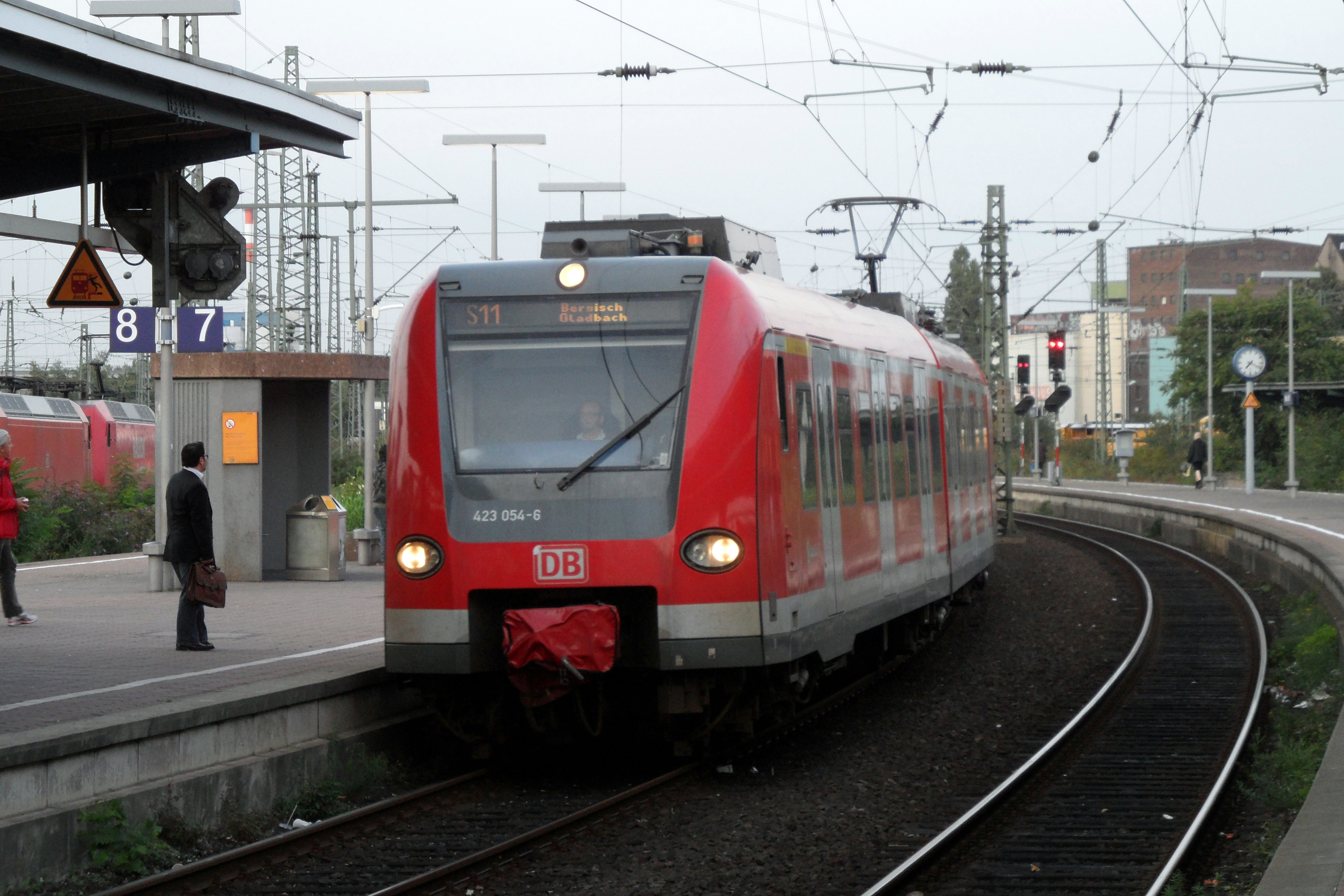
Baureihe 423 auf der Linie S 11 nach Bergisch Gladbach

Rückgrat der Kölner Fahrzeugflotte bilden 63 Garnituren der Baureihe 423. Sie wurden um die Jahrtausendwende von DB Regio NRW für den Einsatz auf den Linien S 11, S 12 und S 13 beschafft und deckten für etwa 15 Jahre auch den gesamten Fahrzeugbedarf, bis durch die Einführung der S 19 zum Dezember 2013 weitere Fahrzeuge benötigt wurden. In Doppeltraktion verkehren die Fahrzeuge ausschließlich auf den Linien S 11, S 12 und S 19, ein Einsatz auf der S 6 kommt nicht vor.
Der VRR, go.Rheinland und DB Regio NRW haben die Modernisierung aller Fahrzeuge bis Ende 2026 angekündigt. So sollen der Innenraum aufgehellt und Fahrgastinformationssysteme sowie Fahrgast-WLAN installiert werden. Auch neue LED-Zugzielanzeiger und Türöffner sollen verbaut werden. Etwa 175 Millionen Euro kostet das Vorhaben für die 63 Fahrzeuggarnituren.

### Baureihe 420

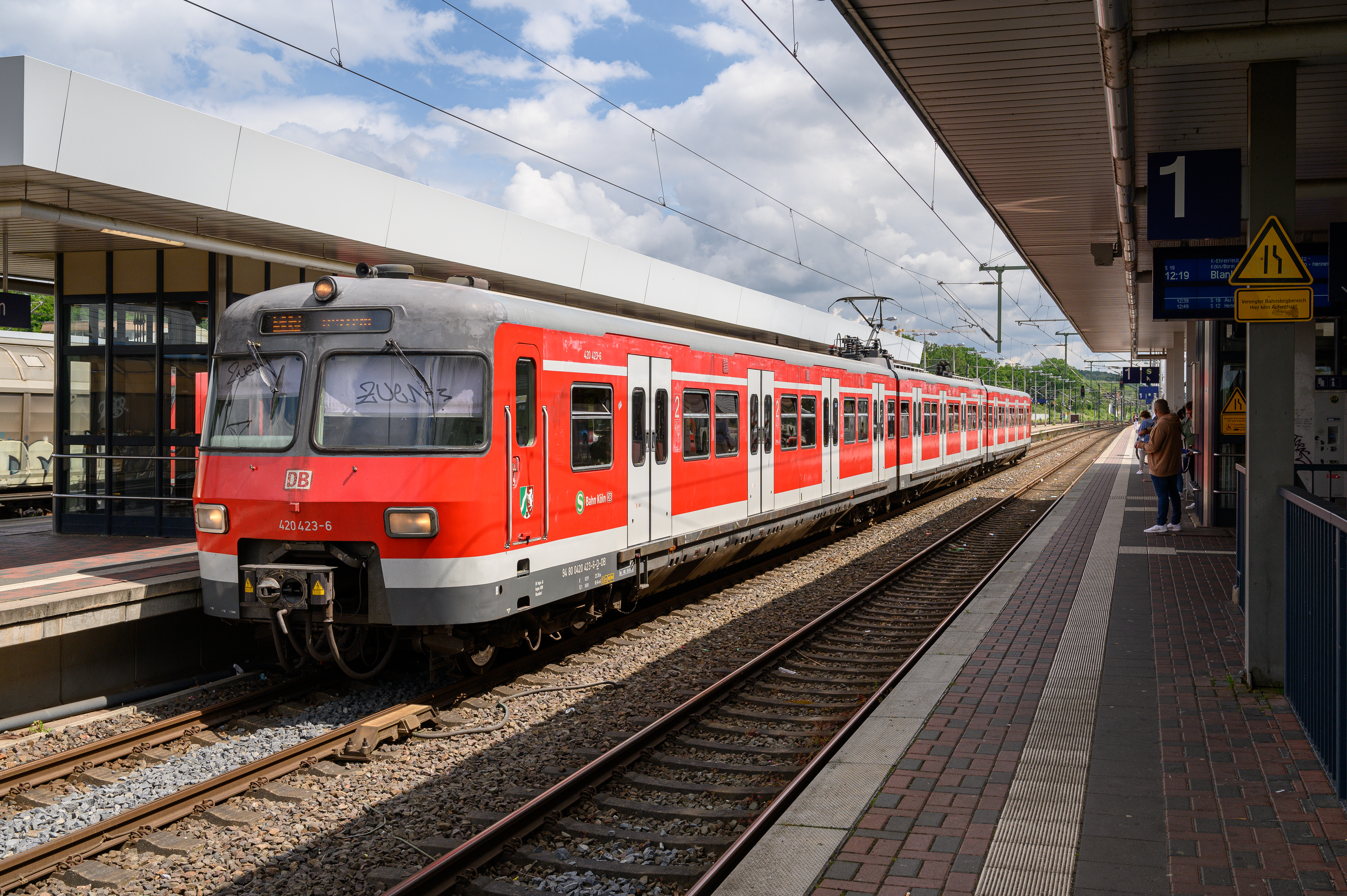
Baureihe 420 auf der Linie S 12 nach Au(Sieg)

Mit der Einführung der Linie S 19 als Angebotserweiterung zur S 13 im Dezember 2013 stieg der Bedarf an Fahrzeugen, der nicht mehr mit der Baureihe 423 gedeckt werden konnte. Aus Kostengründen entschied man sich, keine Neufahrzeuge der Baureihe 430 zu kaufen, sondern man griff, ähnlich wie in München, auf ältere Fahrzeuge der Baureihe 420 zurück. Einige Garnituren kommen aus dem Bestand der S-Bahn Rhein-Ruhr, da durch die temporäre Einstellung der Linie S 68 dort kein Bedarf an Garnituren der Baureihe 420 besteht. Die Fahrzeuge wurden ausschließlich auf den Linien S 12 und S 19 eingesetzt. Seit Juli 2024 sind sie nicht mehr im Dienst.

### Baureihe 422

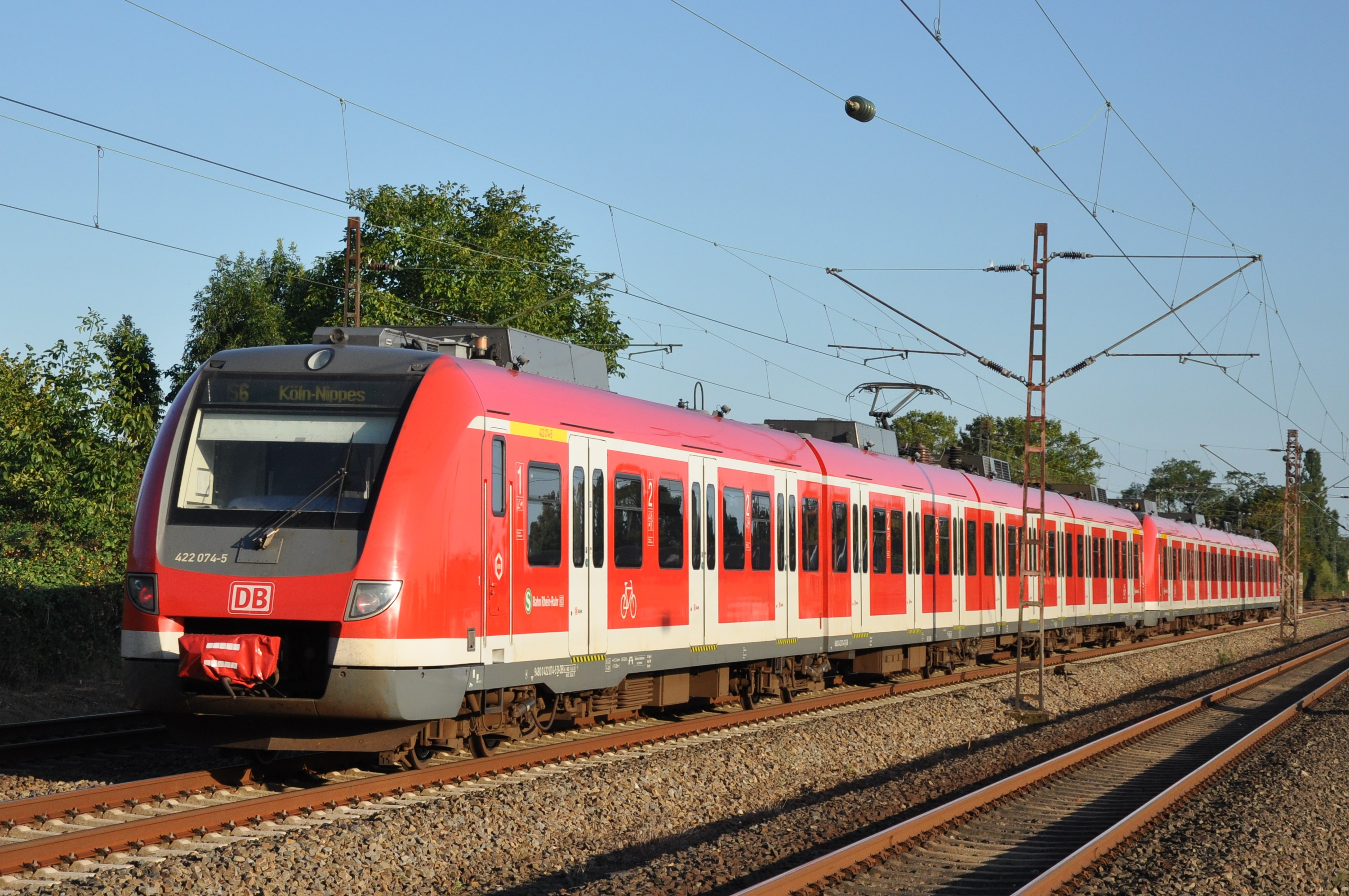
Baureihe 422 auf der Linie S 6 nach Köln-Nippes

Die Baureihe 422 wurde als Weiterentwicklung der Baureihe 423 in den 2000er Jahren für den Einsatz auf der S-Bahn Rhein-Ruhr beschafft und kommt unter anderem auf der Linie S 6 zum Einsatz. Da die DB Regio NRW Eigentümerin dieser Fahrzeuge ist und auch das Kölner S-Bahn-Netz betreibt, werden einige Fahrzeuge der Baureihe 422 auch auf der Linie S 11 der S-Bahn Köln eingesetzt, weil es dort aufgrund von Fahrzeugknappheit vermehrt zu Kurzzügen oder Ausfällen kam. Bis 2026 sollen die verkehrenden Fahrzeuge einer Modernisierung unterzogen werden.

### Baureihe 424

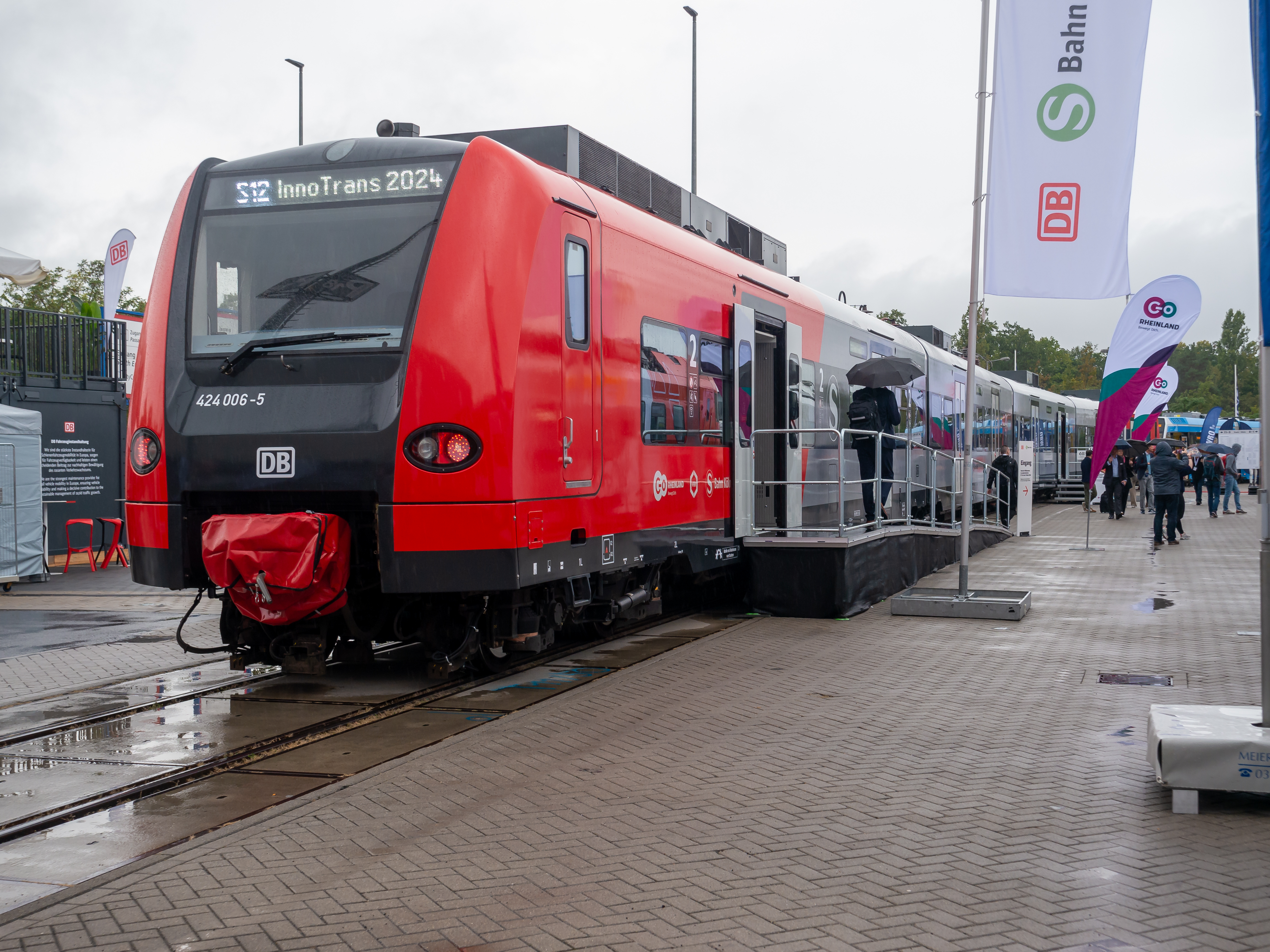
Präsentation der modernisierten Fahrzeuge der Baureihe 424 auf der InnoTrans 2024

Seit dem Betreiberwechsel der S-Bahn Hannover und dem damit einhergehenden Flottenaustausch standen die Fahrzeuge der Baureihe 424 nun der Deutschen Bahn als Eigentümerin zur freien Verfügung. Während 16 Fahrzeuge zur S-Bahn München gingen, werden die übrigen 24 Garnituren in Köln eingesetzt. Damit einher geht eine Kernsanierung der Fahrzeuge, die in der Regio-Werkstatt in Hannover-Leinhausen erfolgt. Unter dem Namen „Modernisierung ET 424“ gewann das Projekt der DB Regio NRW damit den German Design Award 2024. Die Fahrzeuge erhalten unter anderem LED-Zugzielanzeiger, moderne Fahrgastinformationsdisplays, WLAN und ein neues Außendesign, das sich vom üblichen Verkehrsrot der restlichen Fahrzeugflotte unterscheidet. Seit dem 2. Mai 2024 sind die ersten Fahrzeuge in Betrieb; die Inbetriebnahme aller Fahrzeuge soll bis 2025 andauern.
Die Fahrzeuge sollen bis mindestens 2032 auf den Linien S 12, S 19 und S 68 eingesetzt werden. Da sie jedoch eine Einstiegshöhe von 76 cm aufweisen und die gängige Bahnsteighöhe der S-Bahn Köln 96 cm beträgt, kann an vielen Stationen nicht barrierefrei eingestiegen werden, einschließlich der Stammstrecke Hansaring – Hauptbahnhof – Messe/Deutz.

### Neufahrzeuge
Nach einer Ende 2021 veröffentlichten Ausschreibung sollen durch den Aufgabenträger rund 100 Elektrotriebzüge beschafft werden (81 umlaufbedingt zuzüglich Betriebs- und Instandhaltungsreserve). Die Fahrzeuge sollen bis Dezember 2062 eingesetzt und über ein Darlehen finanziert werden. Die Lieferung und Instandhaltung von voraussichtlich 90 Triebzügen wurde im Mai 2022 ausgeschrieben. Am 24. Juli 2024 wurde bekanntgegeben, dass der Zuschlag an Alstom erteilt wurde, wobei der Auftrag neben der Auslieferung von bis zu 90 Zügen mit Längen von 150 und 170 Metern auch die Instandhaltung über einen Zeitraum von 30 Jahren beinhaltet. Der Probebetrieb mit Fahrgästen soll voraussichtlich ab Mitte 2029 beginnen, wobei eine Auslieferung sämtlicher Fahrzeuge bis zum Fahrplanjahr 2033 vorgesehen ist. Der Auftragswert beträgt ca. 4 Mrd. €.

### Übersicht
| Baureihe                        | Anzahl | Antrieb    | Einstiegshöhe | Höchstgeschwindigkeit | Länge  | Einsatz                 | Bemerkung                          |
| ------------------------------- | ------ | ---------- | ------------- | --------------------- | ------ | ----------------------- | ---------------------------------- |
| 420                             |        | Elektrisch | 96 cm         | 120 km/h              | 67,4 m | ehem. S 12 S 19         | wird nicht mehr eingesetzt         |
| 422                             | 36     | Elektrisch | 96 cm         | 140 km/h              | 69,4 m | S 6 S 11                | Einsatz auf S 11 nur vereinzelt    |
| 423                             | 63     | Elektrisch | 96 cm         | 140 km/h              | 67,4 m | S 11 S 12 S 13 S 19     |                                    |
| 424                             | 24     | Elektrisch | 76 cm         | 140 km/h              | 67,5 m | S 6 S 11 S 12 S 13 S 19 | derzeit in Umbau                   |
| Alstom Coradia LINT 54          |        | Diesel     | 76 cm         | 140 km/h              | 54,3 m | S 23                    |                                    |
| Alstom Adessia Stream (Kurztyp) | 90     | Elektrisch | 96 cm         | 140 km/h              | 150 m  | -                       | Probebetrieb ab Mitte 2029 geplant |
| Alstom Adessia Stream (Langtyp) | 90     | Elektrisch | 96 cm         | 140 km/h              | 170 m  | -                       | Probebetrieb ab Mitte 2029 geplant |

## Laufende Baumaßnahmen
Innerhalb des Kölner S-Bahn-Netzes finden zahlreiche Baumaßnahmen statt.

### S-Bahn-Strecke Troisdorf–Bonn-Oberkassel
Für den Ausbau des S-Bahn-Netzes von Troisdorf nach Bonn-Oberkassel ist das Planfeststellungsverfahren abgeschlossen und Baurecht liegt seit Oktober 2013 vor. Am 11. Dezember 2014 unterzeichneten der Zweckverband Nahverkehr Rheinland, die Deutsche Bahn und das Land den Realisierungs- und Finanzierungsvertrag für das Projekt. Der erste Spatenstich und damit Baubeginn fand am 29. November 2016 statt, wobei Vorarbeiten in Vilich 2014 begonnen haben. Die Aufnahme des ersten Streckenabschnittes nach Bonn-Beuel wurde bis Ende 2026 erwartet, die Gesamtinbetriebnahme bis 2028 und der Abschluss des Projektes bis 2030. Im Juni 2022 wurde eine Verschiebung um 2 Jahre angekündigt, d. h. der erste Streckenabschnitt bis Bonn-Beuel soll erst 2028 in Betrieb genommen werden, die Gesamtinbetriebnahme bis Bonn-Oberkassel erst 2030.
Die Strecke soll von Troisdorf entlang der rechten Rheinstrecke über Bonn-Beuel nach Bonn-Oberkassel geführt werden. Neben den bestehenden Stationen sind zwei neue Haltepunkte in Bonn-Ramersdorf und Bonn-Vilich geplant. Letzterer soll als Turmbahnhof mit der Stadtbahn Bonn–Siegburg ausgeführt werden. Die derzeit auf der rechten Rheinstrecke verkehrende RB 27 soll nach Fertigstellung der S-Bahn nur noch zwischen Bonn-Oberkassel und Koblenz Hauptbahnhof verkehren, in der Hauptverkehrszeit zwischen Köln Hauptbahnhof und Koblenz Hauptbahnhof.
2022 wurde bekannt, dass eine Brücke in Troisdorf, die die neuen S-Bahn-Gleise zukünftig mit den Gleisen der Siegstrecke verbinden soll, noch nicht in Planung ist, obwohl der Baufortschritt der Strecke stetig voranschreitet. Zudem bestätigte der Zweckverband Go Rheinland, dass keine neuen Züge für die verlängerte S 13 bestellt werden. Dies würde bedeuten, dass die 750 Millionen teure Neubaustrecke ihren Nutzen, Bonn durch eine S-Bahn-Linie an den Flughafen Köln/Bonn und weiter an die Kölner Innenstadt anzubinden, nicht erfüllen kann und zunächst nur ein Pendelzug zwischen Bonn und Troisdorf eingerichtet werden kann. Der Rhein-Sieg-Kreis und die Stadt Bonn kritisierten dies und teilten mit, von der Deutschen Bahn nicht über diese Planungsänderungen beziehungsweise Planungslücken unterrichtet worden zu sein.
Im Juli 2024 gab die Deutsche Bahn bekannt, dass durch die geplante Sperrung der Rechten Rheinstrecke im Rahmen der Generalsanierung in der zweiten Jahreshälfte 2026 die Arbeiten beschleunigt werden können, sodass der Ausbau der Strecke zwischen Troisdorf und Bonn-Beuel für die S13 nun doch Ende 2026 abgeschlossen werden kann. Die Bauarbeiten auf dem Abschnitt zwischen Beuel und Oberkassel können jedoch voraussichtlich erst nach 2030 beginnen, auch das fehlende Überwerfungsbauwerk in Troisdorf soll erst in den 2030er Jahren gebaut werden.

### Elektrifizierung der S 23 und der Eifelstrecke
Die S 23 ist neben den Linien S 7 und S 28 (beide S-Bahn Rhein-Ruhr) eine der drei dieselbetriebenen S-Bahn-Linien in NRW und eine von neun deutschlandweit. Ziel ist es, bis 2026 die Voreifelbahn und damit die S 23 vollständig zu elektrifizieren und die wenigen eingleisigen Abschnitte um ein zweites Gleis zu ergänzen, sieben Jahre früher als eigentlich geplant. Das Fahrzeugmaterial soll dann ersetzt werden und mit Abschluss des zweigleisigen Ausbaus vom bestehenden 15-/30-Minuten-Takt in einen 10-/20-Minuten-Takt gewechselt werden. Der Bau einiger neuen Haltepunkte wird bei den Planungen berücksichtigt, wurde aber noch nicht beschlossen. Die Bauarbeiten begannen am 1. September 2023. Welche Fahrzeuge auf der S 23 eingesetzt werden, ist derzeit unklar.
Die Elektrifizierung  der Strecke von Köln über Euskirchen nach Trier ist seit 2024 im Bau.

## Planungen

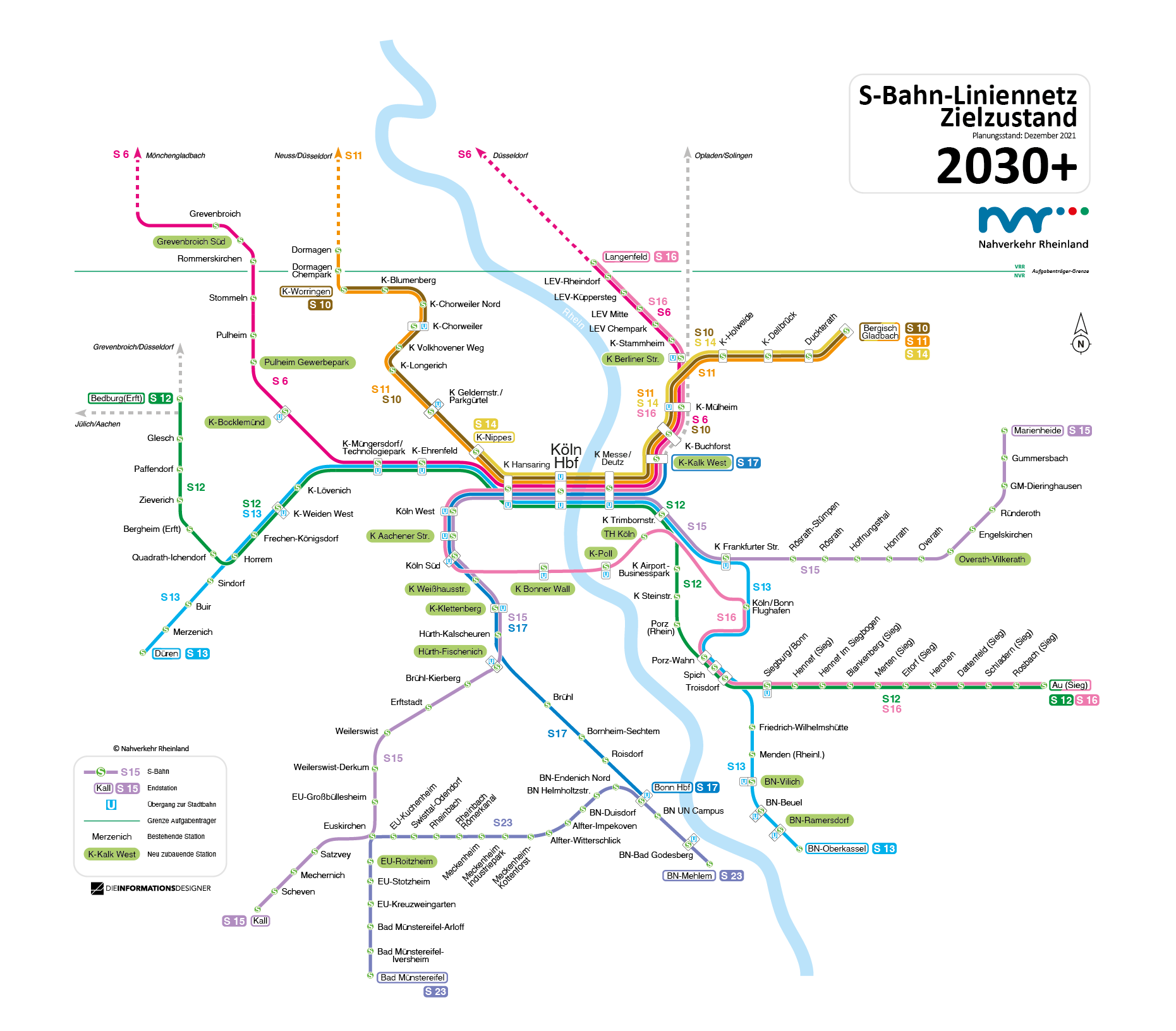
Geplantes Zielnetz der S-Bahn Köln

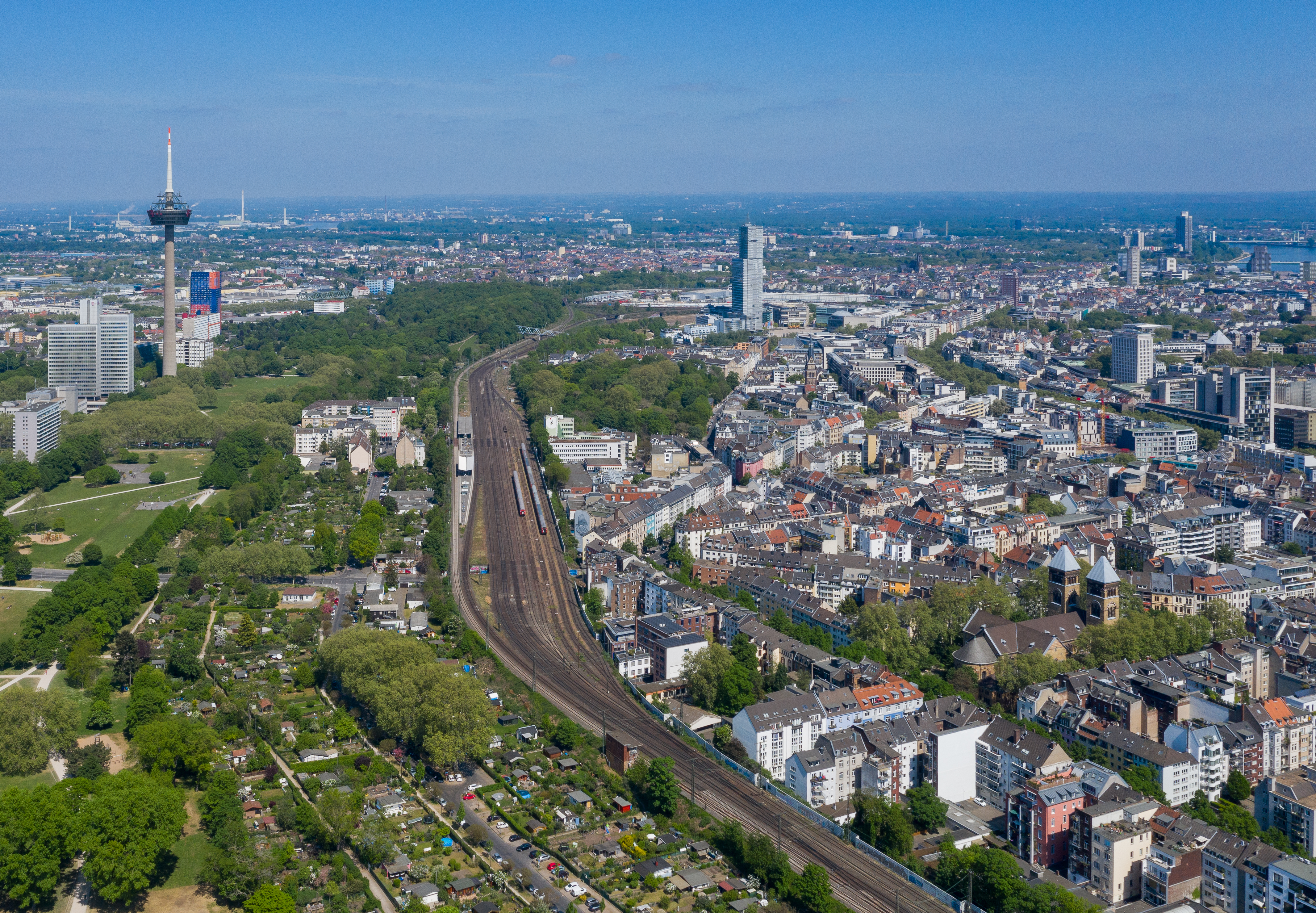
Kölner Eisenbahnring zwischen Köln Hbf (oben) und Aachener Straße (unten, nicht mehr ganz im Bild). In der Bildmitte der Bahnhof Köln West

Köln ist der am stärksten frequentierte Eisenbahnknoten Nordrhein-Westfalens und zugleich überlastet. Alle Regionalzüge nach Köln bringen Höchstleistungen auf den dichtbefahrenen Fahrplantrassen. Da dies zu Staus und Verspätungen führt, werden im Rahmen des Ausbaus der S-Bahn Köln bestehende Engpässe und Schwachstellen des Schienenpersonennahverkehrs im Großraum Köln in vielen Einzelmaßnahmen Stück für Stück beseitigt.
Um die Planungen zu beschleunigen, wurde der S-Bahn-Ausbau Köln als Modellprojekt frühzeitiger Bürgerbeteiligung des Ministeriums für Umwelt, Naturschutz und Verkehr des Landes Nordrhein-Westfalen gefördert und mit einem eigenen Team und der Projektwebseite sbahnkoeln.de ausgestattet. Am 29. April 2024 endete die Betreuung dieser Website, deren Inhalte und Newsletter werden schrittweise von gorheinland.com und bahnknoten-koeln.deutschebahn.com übernommen und weiterbetreut.

### Weitere S-Bahngleise (Köln Hbf – Köln Messe/Deutz) und Ausbau S 11
Im Rahmen der übergreifenden Planung zum Ausbau des Knotens Köln wurde im September 2016 die Planungsvereinbarung zum Ausbau der S 11 Köln-Dellbrück – Bergisch Gladbach beschlossen. Hierzu sollen neben dem zweigleisigen Ausbau der Strecke von Köln-Dellbrück nach Bergisch Gladbach auch jeweils ein neuer S-Bahnsteig am Kölner Hauptbahnhof und in Köln Messe/Deutz errichtet werden. Die Hohenzollernbrücke soll nicht erweitert werden. In Köln-Kalk ist die Errichtung eines neuen Haltepunkts Köln-Kalk West (S 6, S 10, S 11, S 16, S 17) geplant. Zudem sind Verbesserungen in der Signal- und Stellwerkstechnik und bei einigen Haltepunkten vorgesehen.
Nach dem Ausbau sollen zwei weitere S-Bahn Linien die S 11 ergänzen. Die neue S 10 soll die S 11 zwischen Köln-Worringen und Bergisch Gladbach verstärken. Die S 10 wird in einem 20-Minuten-Takt fahren und zwischen Bergisch Gladbach und Köln-Worringen mit der S 11 künftig einen 10-Minuten-Takt erreichen. Die neu einzurichtende S 14 soll nur in den Hauptverkehrszeiten fahren und im Streckenabschnitt Köln-Nippes und Bergisch Gladbach verkehren. Auch sie wird drei Mal pro Stunde fahren. Somit werden mit den drei S-Bahn-Linien künftig in der Hauptverkehrszeit neun S-Bahnen pro Stunde und Richtung zwischen Köln und Bergisch Gladbach unterwegs sein anstatt der aktuell drei S-Bahnen. Die Planungen sind mit 9,5 Millionen Euro veranschlagt und die Gesamtkosten werden mit 200 Millionen Euro geschätzt.
Das Planfeststellungsverfahren (PFA) ist in vier Streckenabschnitte aufgeteilt.
Am 4. April 2024 begann das offizielle Planfeststellungsverfahren (PFA) beim Eisenbahn-Bundesamt (EBA) für PFA 1.1 Abschnitt Hansaring bis Hauptbahnhof.

### Kölner S-Bahn-Westspange
Bei dem Projekt Kölner S-Bahn-Westspange geht es darum, die linke Rheinstrecke zwischen Köln und Hürth-Kalscheuren viergleisig auszubauen, wobei die beiden neuen Gleise reine S-Bahn-Gleise sein werden. Dabei sollen in Köln neue Haltepunkte geschaffen werden. Dazu zählen zum einen der Haltepunkt Köln Aachener Straße zwischen den Bahnhöfen Köln West und Köln Süd, zum anderen die beiden Haltepunkte Köln Weißhausstraße und Köln-Klettenberg zwischen den Bahnhöfen Köln Süd und Hürth-Kalscheuren.
Der S-Bahnhof Köln Aachener Straße an der gleichnamigen Straße in Köln wird Umsteigemöglichkeiten zu den Stadtbahnlinien 1 und 7 bieten. Der Haltepunkt Köln Weißhausstraße wird sich in Köln an der gleichnamigen Straße nahe dem Unicenter befinden. Der Haltepunkt Köln-Klettenberg wird eine Umsteigemöglichkeit zu einer dann verlängerten Stadtbahnlinie 13 schaffen.
Über diese Strecke soll die S 15 von Marienheide bis Hürth-Kalscheuren geführt und von dort über die Eifelstrecke nach Euskirchen und weiter nach Kall verlängert werden, wodurch die S 15 die heutigen Linien RB 24 und RB 25 ersetzen würde. Die neue Linie S 16 soll die Westspange bis zum Bahnhof Köln Süd befahren und danach weiter Richtung Südbrücke verkehren. Ebenso soll entlang der Westspange eine neue S 17 die Rhein-Wupper-Bahn (RB 48) zwischen Köln und Bonn-Mehlem ersetzen.
Eine vom Nahverkehr Rheinland in Auftrag gegebene Machbarkeitsstudie schlägt vor, die Linke Rheinstrecke in den Abschnitten zwischen Hürth-Kalscheuren und Brühl Güterbahnhof, zwischen Sechtem und Roisdorf sowie zwischen Bonn Bad Godesberg und Bonn-Mehlem viergleisig, in den anderen Abschnitten dreigleisig auszubauen, um einen 20-Minuten-Takt realisieren zu können. Am 11. Februar 2019 wurde eine Finanzierungsvereinbarung für die weitergehenden Planungen (Westspange Köln (Lph Stufen 1 und 2; Wert 67 Millionen Euro) sowie Ausbau der S 11 (Lph Stufen 3 und 4; Wert 32 Millionen Euro)) unterzeichnet. Das Land NRW und der Zweckverband NVR finanzieren die Planungen, die von der DB Netze durchgeführt werden sollen. Entgegen der ursprünglichen Planung erhält auch Köln-Hansaring weitere Bahnsteige.

### Verlängerung der S 12 nach Bedburg (Erft)
Am 4. August 2017 haben die Deutsche Bahn, das Ministerium für Verkehr des Landes Nordrhein-Westfalen und der Nahverkehr Rheinland eine Planungsvereinbarung zum Umbau der Erftbahn (RB 38) von Horrem über Bergheim nach Bedburg zur S-Bahn (S 12) unterzeichnet. Damit sollen die stündlich zwischen Horrem und Köln Messe/Deutz verkehrende RB 38-Leistung entfallen und der chronisch überlastete Eisenbahnknoten Köln mit einer Linie weniger entlastet werden. Die Planungskosten liegen bei 4 Millionen Euro. Die verlängerte S 12 soll im 20-Minuten-Takt bedient werden.
Nach der bisherigen Kalkulation sollen 32 Millionen Euro investiert werden. Größter Kostenpunkt mit 15 Millionen Euro ist der Bau einer Brücke am Bahnhof Horrem über die Fernbahn Köln–Aachen. Zudem sollen die Strecke nach Bedburg elektrifiziert, die Haltepunkte in Bergheim sowie bestehende Überholungs- und Begegnungsmöglichkeiten auf der einspurigen Trasse ausgebaut werden.
Ein Abschluss des Projektes ist für 2029[veraltet] geplant.

### Weitere Planungen
- Die Linie S 6 soll von Köln nach Mönchengladbach verlängert werden und dort die RB 27 ersetzen. Zwischen Köln und Grevenbroich ist ein 20-Minuten-Takt, bis Rheydt Hbf ein 20/40-Minuten-Takt und bis Mönchengladbach Hbf ein 60-Minuten-Takt geplant. Dabei wird die S 6 zukünftig über Köln-Ehrenfeld nach Köln-Müngersdorf/Technologiepark geführt, wo eine höhenfreie Ausfädelung von den bestehenden S-Bahngleisen zur Bahnstrecke Köln – Mönchengladbach entstehen soll. Des Weiteren sollen jene Strecke zwischen Rheydt-Odenkirchen und Rheydt Hbf zweigleisig ausgebaut werden, Bahnhöfe modernisiert und für den S-Bahn-Verkehr angepasst werden sowie eine neue Wendeanlage für die Züge in Grevenbroich entstehen. Zusätzlich dazu entstehen drei neue Stationen: Köln-Bocklemünd, Pulheim-Gewerbepark und Grevenbroich-Süd.[40]
- Als S 16 soll eine Verbindung von Leverkusen über Köln Messe/Deutz und den geplanten West- und Südring mit Endhaltestelle Köln Bonner Wall kurz vor der Südbrücke eingerichtet werden. Für die Verknüpfung der künftigen Endhaltestelle Bonner Wall mit der dortigen U-Bahn-Station wurden beim Bau der Nord-Süd-Stadtbahn Vorleistungen erbracht. Darüber hinaus soll die S 16 langfristig über die Kölner Südbrücke und Köln/Bonn Flughafen nach Au (Sieg) verlängert werden.[45]
- Im Verlauf der S 6 und der zukünftigen S 16 soll ein neuer Haltepunkt Köln Berliner Straße entstehen.[53]
- Die derzeit noch nicht elektrifizierte Strecke von Köln nach Lüdenscheid soll elektrifiziert werden. Im näheren Ballungsbereich von Köln soll dann die S 15 von Kall bis Marienheide verkehren.[40]
- Neu in das Zielnetz 2030+ könnte die S 17 zwischen Köln Messe/Deutz und Solingen Hbf aufgenommen werden. Eine betriebliche Voruntersuchung hat ergeben, dass eine Verlängerung der Linie von Köln Messe/Deutz über Köln-Mülheim bis Opladen und weiter nach Solingen Hbf am sinnvollsten ist. Dort soll die S 17 auf die S 1 der S-Bahn Rhein-Ruhr durchgebunden werden, sodass umsteigefreie Verbindungen zwischen Düsseldorf und Opladen entstehen.[54]

#### NRW-Takt 2032
Die S-Bahn Köln wird Schritt für Schritt ausgebaut. Erste Ausbauprojekte werden Ende der 2020er Jahre fertiggestellt. Für 2032 ist folgendes Zielnetz mit 8 Linien geplant:
| Linie    | Strecke |
| -------- | --- |
| S 6      | Mönchengladbach Hbf – Grevenbroich – Köln-Müngersdorf/Technologiepark – Köln-Ehrenfeld – Köln Hansaring – Köln Hbf – Köln Messe/Deutz – Köln-Mülheim – Leverkusen Mitte – Langenfeld – Düsseldorf Hbf – Ratingen Ost – Essen Hbf |
| S 10     | Köln-Worringen – Köln-Chorweiler – Köln-Nippes – Köln Hansaring – Köln Hbf – Köln Messe/Deutz – Köln-Mülheim – Bergisch Gladbach                                                                                                 |
| S 11     | Wuppertal-Vohwinkel – Düsseldorf Hbf – Neuss Hbf – Köln-Worringen – Köln-Chorweiler – Köln-Nippes – Köln Hansaring – Köln Hbf – Köln Messe/Deutz – Köln-Mülheim – Bergisch Gladbach                                              |
| S 12     | Bedburg (Erft) – Horrem – Köln-Müngersdorf/Technologiepark – Köln-Ehrenfeld – Köln Hansaring – Köln Hbf – Köln Messe/Deutz – Köln/Bonn Flughafen – Troisdorf – Siegburg/Bonn – Hennef (Sieg) – Au (Sieg)                         |
| S 13     | Düren – Horrem – Köln-Müngersdorf/Technologiepark – Köln-Ehrenfeld – Köln Hansaring – Köln Hbf – Köln Messe/Deutz – Köln/Bonn Flughafen – Troisdorf – Bonn-Beuel – Bonn-Oberkassel                                               |
| S 14     | Köln-Nippes – Köln Hbf – Köln Messe/Deutz – Köln-Mülheim – Bergisch Gladbach |
| S 19     | Horrem – Köln-Müngersdorf/Technologiepark – Köln-Ehrenfeld – Köln Hansaring – Köln Hbf – Köln Messe/Deutz – Porz (Rhein) – Troisdorf – Siegburg/Bonn – Hennef (Sieg) – Blankenberg – Au (Sieg)                                   |
| S 23     | Bonn Hbf – Rheinbach – Euskirchen – Bad Münstereifel / Kall |
| 1. 2. 3. | |

#### Zielnetz 2040
Im Zielnetz 2040 sind langfristige Überlegungen entwickelt worden, für das noch eine Fahrplanrobustheitsprüfung durchgeführt wird. Insofern ist folgendes Zielnetz mit 10 Linien noch als vorläufig anzusehen mit Stand des 2. Gutachterentwurf vom 17. April 2023.
| Linie | Strecke |
| ----- | --- |
| S 6   | Mönchengladbach Hbf – Grevenbroich – Köln-Müngersdorf/Technologiepark – Köln-Ehrenfeld – Köln Hansaring – Köln Hbf – Köln Messe/Deutz – Köln-Mülheim – Leverkusen Mitte – Langenfeld – Düsseldorf Hbf – Ratingen Ost – Essen Hbf |
| S 10  | Köln-Worringen – Köln-Chorweiler – Köln-Nippes – Köln Hansaring – Köln Hbf – Köln Messe/Deutz – Köln-Mülheim – Bergisch Gladbach                                                                                                 |
| S 11  | Wuppertal-Vohwinkel – Düsseldorf Hbf – Neuss Hbf – Köln-Worringen – Köln-Chorweiler – Köln-Nippes – Köln Hansaring – Köln Hbf – Köln Messe/Deutz – Köln-Mülheim – Bergisch Gladbach                                              |
| S 12  | Bedburg (Erft) – Horrem – Köln-Müngersdorf/Technologiepark – Köln-Ehrenfeld – Köln Hansaring – Köln Hbf – Köln Messe/Deutz – Porz (Rhein) – Troisdorf – Siegburg/Bonn – Hennef (Sieg) – Au (Sieg)                                |
| S 13  | Düren – Horrem – Köln-Müngersdorf/Technologiepark – Köln-Ehrenfeld – Köln Hansaring – Köln Hbf – Köln Messe/Deutz – Köln/Bonn Flughafen – Troisdorf – Bonn-Beuel – Bonn-Oberkassel                                               |
| S 14  | Horrem – Köln-Müngersdorf/Technologiepark – Köln-Ehrenfeld – Köln Hansaring – Köln Hbf – Köln Messe/Deutz – Köln-Mülheim – Bergisch Gladbach                                                                                     |
| S 15  | Kall – Euskirchen – Köln Süd – Köln West – Köln Hansaring – Köln Hbf – Köln Messe/Deutz – Overath – Gummersbach – Marienheide – Lüdenscheid                                                                                      |
| S 16  | Langenfeld – Leverkusen Mitte – Köln-Mülheim – Köln Messe/Deutz – Köln Hbf – Köln Hansaring – Köln West – Köln Süd – Köln Bonner Wall – Köln/Bonn Flughafen – Troisdorf – Siegburg/Bonn – Hennef (Sieg) – Eitorf – Au (Sieg)     |
| S 17  | Bonn Hbf – Brühl – Hürth-Kalscheuren – Köln Süd – Köln West – Köln Hansaring – Köln Hbf – Köln Messe/Deutz – Köln-Mülheim – Opladen – Solingen                                                                                   |
| S 23  | Bonn-Mehlem – Bonn Hbf – Rheinbach – Euskirchen – Bad Münstereifel / Gerolstein |
| 1. 2. | |